# Николаев (футбольный клуб, Николаевская область)
«Никола́ев» (укр. «Миколаїв») — украинский муниципальный футбольный клуб из одноимённого города. Основан в 1920 году, под названием «Наваль». Наивысшим достижением МФК «Николаев» за всё время является выход в полуфинал Кубка СССР 1969 и Кубка Украины 2016/17.
В период с 1936 по 1991 год команда выступала в чемпионате СССР, с 1992 года выступает в чемпионате Украины. Лучшее достижение в чемпионате СССР — итоговое 21 место среди всех команд (8 место в группе «Б») в 1940 году, в первенстве Украины — 13 место в высшей лиге в сезоне 1994/95 гг. Николаевцы становились чемпионами Украинской ССР (1974), победителями турниров первой (1997/98) и второй (2005/06, группа «Б» и 2010/11, группа «А») лиг чемпионата Украины.

## Прежние названия
- 1920—1922: «Наваль» (укр. «Наваль»)[2]
- 1923—1924: «Марти-Бадина» (укр. «Марті-Бадіна»)
- 1925—1926: «Андрэ Марти» (укр. «Андре Марті»)
- 1926—1928: «Райком Металлистов» (Металлисты) (укр. «Райком Металістів» (Металісти)
- 1928—1936: «Андрэ Марти» (укр. «Андре Марті»)
- 1936—1937: «Судостроитель» (укр. «Суднобудівник»)
- 1938: «Динамо» (укр. «Динамо»)
- 1939—1949: «Судостроитель» (укр. «Суднобудівник»)
- 1950: «Динамо» (укр. «Динамо»)
- 1951—1952: Команда г. Николаева (укр. Команда міста Миколаєва)
- 1953—1959: «Авангард» (укр. «Авангард»)
- 1960—1991: «Судостроитель» (укр. «Суднобудівник»)
- 1992—1994: «Эвис» (укр. «Евіс»)
- 1994—2000: СК «Николаев» (укр. СК «Миколаїв»)
- 2000—2006: ФК «Николаев» (укр. ФК «Миколаїв»)
- 2006—2022: МФК «Николаев» (укр. МФК «Миколаїв»)

## История

### Зарождение
В 1920 году на судостроительном заводе «Наваль» была организована футбольная команда. Её организаторами были рабочие завода Иван Миронов, Брижицкий, Годатский, Портяник. В первом составе, кроме них, играли: Ширмовский, Кравченко, Мелованов, Кондратенко, Дец, Тихонов. В обеденный перерыв и после работы игроки-рабочие собирались в заводском клубе. Инициатива получила поддержку в заводском комитете профсоюза и в комсомоле. Свои первые матчи команда крупно проиграла местным грандам: «Николаевскому спортивному клубу» — 0:13 и «Униону» — 0:9. Однако уже в весеннем чемпионате города 1921 года «Наваль» был третьим после тех же непобедимых Н. С. К. и «Униона».
В 1922 году завод «Наваль» получил название Николаевские объединённые государственные заводы им. Андре Марти. Футбольная команда стала называться по имени завода «Марти-Бадина» (1923—1924). Становилась чемпионом города Николаева 1924 (весна), многократным призёром городских первенств, участником междугородных игр.
В 1926 году команда была переименована в «Металлисты» и тогда же досрочно снялась с чемпионата города. В 1927 году «Райком металлистов» предстал совершенно новой командой, созданной из игроков «Андрэ Марти» и николаевского «Желдора». В 1926 году сборная города, укомплектованная в основном заводскими футболистами, со счётом 6:1 выиграла у одной из сильнейших команд страны — ленинградского «Пищевика». А в 1927 году николаевцы нанесли поражение московской команде «Пищевики» со счётом 4:1, в составе которой выступало более половины игроков, входивших в сборную страны. Выступая в отборочном турнире первенства Украинской ССР в 1927 году, выиграла у сборной Харькова (чемпиона 4-х предыдущих сезонов) — 3:2, также обыграла в товарищеском матче команду Грузии — 1:0. В финальном турнире первенства 1927 года в Харькове николаевцы уступили только хозяевам (5-й подряд титул для Харькова) и с четырьмя победами заняли второе место. В следующем сезоне сборная Николаева заняла третье место в чемпионате УССР вслед за тем же Харьковом и Горловкой. Кроме того команда ещё трижды останавливалась в шаге от финального матча (1921, 1922, 1931).
7 июля 1928 года николаевцы на своём поле со счётом 6:3 одержали победу над сборной Москвы.
Первую международную встречу на своём поле заводские футболисты провели осенью 1928 года со сборной командой финской организации рабочего спорта «ТУЛ» (фин. TUL — Suomen Työväen Urheiluliitto) и победили 3:1. В составе городской команды выступали следующие игроки: Козырский, Булгаков, Денисов, Деркаченко, Грушин, Козлов, Гичкин, Кондратенко, Полегенький, Сердюк, Печёный.

### Чемпионаты и Кубки СССР
14 мая 1936 года СНК СССР принял постановление № 866 «О спортивных обществах», которым ликвидировались существующие при наркомах общества, а создавать новые было разрешено лишь по отраслям производства и при центральных комитетах профсоюзов. 31 мая 1936 года президиум ВЦСПС принял постановление «О физкультурной работе профсоюзов», согласно которому в стране начали создаваться всесоюзные добровольные спортивные общества (ДСО) при ЦК профсоюзов. Вскоре после этого, команда города Николаева стала называться «Судостроитель».

#### Первые матчи
Однако, в первом розыгрыше Кубка СССР николаевцы выступали ещё как «Завод имени Марти». Первый матч команды на уровне Кубков СССР прошёл 18 июля 1936 года на своём поле против киевского «Спартака». Трибуны были заполнены зрителями (по разным данным от 6 до 10 тысяч). С первых же минут мартийцы захватывают инициативу, но самый опасный момент первого тайма — у «Спартака». На 34-й минуте вратарь Николаева, Кульчицкий, забирает мяч при выходе один на один. После перерыва игра обостряется, и в ворота гостей влетают 3 безответных мяча. В следующем матче, уже через 7 дней, был повержен одесский КИНАП. Ещё через 7 дней в гости к заводчанам приехал ленинградский «Спартак». 10 тысяч николаевских болельщиков стали свидетелями разгрома 0:3 своей команды. На этом первый поход команды из Николаева за Кубком СССР был закончен (1/16 финала).
В 1937 году Всесоюзный комитет по делам физкультуры и спорта включил заводскую команду в розыгрыш первенства СССР по группе «Д». Николаевцы стартовали уже под названием «Судостроитель». О первом матче «Судостроителя» в чемпионатах СССР против команды «Металлург» (Сталинград), состоявшемся 6 августа на стадионе имени Постышева, рассказала заводская газета «За темпи i якість» (№ 180 от 08.08.1937 г.):
Игра проходила при неблагоприятных условиях, поле стадиона было очень мокрым от дождя. Играть было трудно, и обе команды не смогли показать своего стиля и техники игры. Матч проходил с переменным успехом. Только на последней минуте гостям удалось провести мяч в ворота команды нашего завода.
Первый гол николаевцев в чемпионатах СССР забил Александр Сердюк 24 августа в городе Иваново местному «Спартаку». Итог «Судостроителя» в своём первом чемпионате СССР — предпоследнее место (10-е из 11-и).
Во втором розыгрыше Кубка СССР первым соперником николаевцев жребий выбрал московский «Локомотив» — первого и единственного обладателя Кубка. Матч был назначен на 24 мая 1937 года, однако в указанный день на матч не прибыл назначенный физкультурным комитетом арбитр. Команды договорились в указанное время провести товарищеский матч. «Локомотив» выиграл 4:0, а официальный матч было решено провести 26 мая. Матч был организован. Продано несколько тысяч билетов, зрители заняли свои места на стадионе, ждали начала матча, но он не состоялся. Позже выяснилось, что накануне команда московского «Локомотива» получила телеграмму от руководителя Всесоюзного комитета по делам физкультуры и спорта т. Харченко, где было сказано, что товарищеская встреча, которая состоялась 24-го числа, считается официальной. Протесты николаевцев результата не принесли.
В сезоне 1938 года очередная реформа оставила Николаев без чемпионата СССР. Основным турниром для николаевцев стал чемпионат Украины. В этом сезоне команда выступала под названием «Динамо». В быстротечном турнире среди 12-и команд «Динамо» стало бронзовым призёром чемпионата Украины.

#### 1939—1941
В 1939 году команда ДСО «Судостроитель» завода имени Марти была переведена в группу мастеров и включена в розыгрыш первенства СССР по футболу по группе «Б». Выступление команды в этом сезоне принесло команде девятое место. Из украинских коллективов выше в таблице оказалось лишь «Динамо» (Харьков) — 7-е место. Три команды из УССР выступали в группе «А» («Динамо» (Киев) — 8-е место, «Стахановец» (Сталино) — 12-е, «Динамо» (Одесса) — 14-е. По итогам сезона «Судостроитель» стал пятой командой Украины. В матче с московским «Пищевиком» форвард Григорий Кушныренко сделал первый «хет-трик» «Судостроителя» во всесоюзных чемпионатах. Выигрыш в Ереване у «Спартака» стал первой победой на чужом поле.
Чемпионат 1940 года был завершён на 8 строчке турнирной таблицы. По итогам чемпионата СССР по двум группам николаевцы стали 21-й по рейтингу командой страны, что является абсолютно лучшим результатом за всю историю выступлений во всесоюзных первенствах.
В чемпионате 1941 года участвовало всего 15 коллективов, поэтому «Судостроитель» оказался за чертой участников.

#### 1946—1949
После войны чемпионаты СССР возобновились для «Судостроителя» в 1946 году. Николаевская команда провела сложный сезон. С комплектованием состава не заладилось. В итоге единственная победа над «Шахтёром» из Сталино, 3 ничьих, 20 поражений и последнее место в Южной подгруппе 2-й группы. В том же сезоне в зональных соревнованиях 3-й группы первенства СССР выступал ещё один николаевский «Судостроитель» — команда завода им. 61 коммунара.
Чемпионат 1947 проводился по новой формуле. «Судостроитель» впервые сражался лишь с представителями своей республики и занял 10-е место в Украинской зоне 2-й группы. Этот сезон запомнился самым крупным поражением за время участия в чемпионатах страны — 0:10 от киевского ОДО. После этого в местной прессе были опубликованы требования передать место в чемпионате СССР «Судостроителю» завода им. 61 коммунара, но этого не случилось.
Следующий сезон стал худшим в истории выступлений николаевской команды. Только в седьмом матче было добыто первое очко в турнире. В итоге 3 ничьи и ни одной победы.
Череда неудач привела к тому, что в 1949 году команда была переведена в завод им. 61 коммунара. Перед стартом чемпионата команда пополнилась лучшими исполнителями из коллективов «Строитель» (чемпион области) и «Судостроитель» завода им. А. Марти. Ареной игр осталось прежнее поле — стадион завода им. Марти, где был выполнен капитальный ремонт перед началом сезона. По итогам чемпионата команда заняла 7-е место. Когда закончился турнир, то никто не мог представить, что вновь участвовать в чемпионате СССР команда мастеров города Николаева будет спустя целых 8 лет.

#### Снова «Динамо»
8 апреля 1950 года газета «Бугская заря» написала:
К предстоящему розыгрышу первенства республики и Советского Союза в Николаеве создана футбольная команда «Динамо». В состав николаевской команды «Динамо» вошли игроки прошлогодней команды, участвовавшей в первенстве СССР по второй группе.
Всего год до этого лучшая команда Николаева принадлежала заводу им. 61 коммунара. В 1950 году футболисты стали динамовцами, как и в 1938 году. Команду «Динамо» опекал начальник Николаевского комитета госбезопасности Александр Мартынов. Динамовцы заняли 3-е место во 2-й зоне первой группы чемпионата УССР, а в Кубке УССР в полуфинале уступили будущему обладателю трофея и чемпиону УССР — ужгородскому «Спартаку».

#### «Авангард»
Тем временем на заводе им. А. Марти (с 1950 года — завод им. Носенко) была вновь организована футбольная команда, получившая название «Авангард». Как раз в то время произошло укрупнение ДСО «Авангард» (тяжёлое машиностроение), и в его состав вошли бывшие ДСО «Дзержинец» (транспортное машиностроение) и «Судостроитель» (судостроительная промышленность). В 1953 году заводчане стали чемпионами области и начали выступать в чемпионате УССР. Итоги выступлений: 1954 год — 4 место (3-я зона), 1955 год — 4 место (4-я зона), 1956 год — 3 место (5-я зона).
В 1957 году, в связи с расширением класса «Б» до 52 команд, городу Николаеву вновь было предоставлено место в чемпионате СССР. Спортивные руководители города выбирали из 7-и команд, представлявших город в последние годы в чемпионате УССР и их выбор пал на команду завода им. И. Носенко.
В этом сезоне «Авангард» сражался на полях шести союзных республик. Результаты оказались скромными: «Авангард» занял 13-е место из 18 участников: 10 побед, 7 ничьих, 17 поражений, разница мячей 50—63. Но главная задача была выполнена — удалось закрепиться в классе «Б». И был подготовлен фундамент для будущих выступлений. В 1958 и 1959 гг. «Авангард» занимал третьи места в зоне, а в 1960-м, сменив название на «Судостроитель» — первое.
В 1959 году заводские футболисты впервые выехали в зарубежную поездку. Спорткомитет СССР командировал «Авангард» в Чехословакию. Делегация насчитывала 19 человек — 17 игроков, старший тренер Каричев и её руководитель Москальков. Николаевцы провели три товарищеские игры: «Банник» (Гвидлов) — 3:0, «Спартак» (Поважска Бистрица) — 2:1 и «Слован» (Нитра) — 2:2.

#### 1960
В сезоне 1960 года класс «Б» был расширен до 142 команд, 36 украинских команд соревновались в двух зонах. Николаевская команда вновь стала называться «Судостроитель», а её главным тренером становится Олег Ошенков, перешедший из киевского «Динамо». По ходу сезона Ошенков ушёл в «Шахтёр», а в обратном направлении пришёл Константин Щегоцкий.
Команда удачно стартовала. Шесть побед в первых 9 матчах. Затем 2 поражения. Стабильность и финишный рывок. В итоге первое место. После окончания зонального турнира предстояло сыграть стыковые матчи с победителем другой зоны — «Металлургом» из Запорожья. 28 октября в Киеве «Судостроитель» был повержен запорожцами 2:6. Через 2 дня в повторном матче николаевцы не смогли взять реванш — 0:0. «Судостроитель» в итоге закончил сезон в ранге вице-чемпиона Украины.
После взлёта наступило затишье. Следующие 7 сезонов запомнились лишь очередным изменением формата чемпионата, открытием нового стадиона «Судостроитель» и средними результатами.

#### 1968
Сезон 1968 «Судостроитель» отыграл на одном дыхании, за весь чемпионат во второй группе команда потерпела всего два поражения — в Харькове и Нальчике. На финише турнира Николаев имел такое преимущество, что ещё за 2 тура до конца чемпионата стал готовиться к «финальной пульке».
Финальный турнир в Сочи николаевцы начали с победы над «Карпатами» — 1:0. В конце матча в воротах соперника оставил автограф самый результативный форвард сезона Ираклий Петров. Но две следующие встречи сложились неудачно: с одинаковым счётом 1:3 николаевцы уступили и «Уралмашу», и «Иртышу». В итоге в финале «Судостроитель» стал четвёртым.
По окончании сезона николаевская команда заняла 24-ю строчку в рейтинге лучших команд СССР по итогам всесоюзного чемпионата. Стала 6-й командой Украины. Старший тренер и начальник команды Юрий Войнов и тренер Яков Борисов получили звания «Заслуженный тренер УССР». В список 33 лучших футболистов Украины был включён полузащитник Александр Кималов (под № 3).

#### 1969
В сезоне 1969 года «Судостроитель» дошёл до полуфинала Кубка СССР. Выиграв предварительные встречи у команд «Строитель» Полтава — 1:0, СКА Киев — 1:0, «Металлург» Запорожье — 2:0, «Торпедо» Кутаиси — 2:1, «Рубин» Казань — 2:0, в четвертьфинале николаевцы встретились с московским «Торпедо». Двукратный чемпион СССР, четырёхкратный обладатель Кубка СССР принимал «Судостроитель» на своём поле. Благодаря точным ударам Александра Кималова и Александра Аверьянова, «Судостроитель» к 35-й минуте вёл 2:0. Гол Михаила Гершковича позволил «Торпедо» только сократить счёт — 1:2.
В полуфинале клуб уступил будущему обладателю трофея, львовским «Карпатам» 0:2.

#### 1970—1974
Николаевская команда оставалась на виду. После 12-го места 1969 году, последовало более высокое — 5-е в 1970-м. Состав 1970 года на сегодняшний день остаётся самым титулованным в истории команды. В этом сезоне за неё выступали 12 мастеров спорта СССР: Галимов, Непомилуев, Совейко, Киселёв, Силецкий, Деревяга, Кималов, Петров, Сатаев, Шеховцев, Карлаш и Аверьянов. Старшим тренером команды работал заслуженный мастер спорта, заслуженный тренер СССР Олег Ошенков, начальником команды — заслуженный тренер УССР Яков Борисов.
В 1971 году «Судостроитель» до конца чемпионата ждал осечки «Кривбасса», но криворожане первого места не упустили. Николаев довольствовался серебром. В 1972 году последовал спад — 4-е место — 57 очков, как и у третьего призёра — «Таврии». 1973 год принёс ещё одну бронзу. 25 августа 1973 года в одном из николаевских ресторанов был убит герой розыгрыша Кубка 1969 Александр Кималов. Футболисту было всего двадцать пять.
В 1974 году выступление «Судостроителя» стало триумфальным. За 4 тура до финиша, после ничейного результата в Херсоне, николаевцы досрочно заняли первое место в 6-й зоне второй лиги первенства СССР. Отрыв от второй команды — харьковского «Металлиста» составил в итоге 10 очков. Беспроигрышная серия составила 35 матчей, а с учётом последних 8-и игр прошлого сезона — 43 матча. В переходном турнире за выход в первую лигу Николаев занял последнее 6-е место. Победить удалось только в последней встрече, которая уже ничего не решала. Так ещё одна попытка повыситься в классе оказалась безуспешной.

#### 1984—1989
Новых медалей пришлось ждать 10 лет. В 1984 году чемпионат прошёл по новой формуле. Команды зоны были разбиты на две группы по 13 команд. После двукругового турнира по шесть ведущих команд образовали группу, разыгрывавшую места с 1 по 12. «Судостроитель» под руководством заслуженного тренера УССР Евгения Кучеревского уверенно победил в группе 2, и реально претендовал на первое место среди сильнейших команд зоны. Но произошёл казус: в домашней игре с главным конкурентом — «Нивой» (Винница), которую николаевцы выиграли со счётом 1:0, был нарушен Регламент — на поле вышел лишний возрастной игрок. После протеста «Нивы» результат матча был аннулирован и винничане стали победителями зонального турнира. «Судостроитель» третий.
В 1985 году Николаев вновь занял третье место. На этот раз по игре. После завершения сезона команду покинул Евгений Кучеревский. Результаты команды стали ухудшаться. 1986 год — 12-е место, 1987 год — 17-е, 1988 год — 10-е, 1989 год — снова 17-е.

#### 1990—1991
Сезон 1990 года стал одним из лучших в истории «Судостроителя». Команда, практически не меняя состав по сравнению с прошлогодним 17-м местом, взлетела на вторую строчку чемпионата и завоевала серебряные награды второй лиги в первой зоне чемпионата УССР среди 19 команд. «Судостроитель» имел лучшую в зоне разницу забитых и пропущенных мячей: +29. Восемь игр подряд ворота команды оставались сухими. Матчи в Николаеве собирали наибольшую аудиторию среди украинских стадионов команд второй лиги. В список 22 лучших игроков зоны ФФУ включила Тимофеева, Машнина и Морозова (все — под № 1). Сергей Морозов стал также лучшим бомбардиром зоны (21 мяч). Но главное — заняв второе место, «Судостроитель» получил право перейти в более высокую группу команд второй лиги — буферную зону.
1991 год. В буферной зоне соперниками команды стали коллективы из РСФСР, Белорусской ССР, Молдавской ССР и Закавказья. В футболе стали ощущаться политические волнения, происходившие в СССР. Команды стали отказываться от поездок в неспокойные Гянджу и Агдам. «Судостроитель» тоже предпочёл досрочно завершить чемпионат, получив два технических поражения и итоговое 15-е место.
Всего в чемпионатах СССР (1937, 39, 40, 46-49, 57-91) «Судостроитель» («Авангард») сыграл 42 турнира и провёл 1586 матчей: +627 = 456—503, мячи 1928—1663.

### Чемпионаты Украины

#### 1992—1994: «Эвис»
Весной 1992 года директор судостроительного завода Юрий Макаров, достаточно равнодушно относившийся к футболу, легко расстался со своей командой и всей спортивной инфраструктурой «Судостроителя». Клубом стал опекаться президент николаевской швейной фабрики «Эвис» Владимир Заплатинский, которому досталось не только имущество клуба, но и место в высшей лиге первого чемпионата Украины. В первом сезоне нового турнира, команда стартовала под названием «Эвис». Заняв девятое место из десяти в своей подгруппе, «Эвис» покинул элитный дивизион. В 1993 году в команду на должность старшего, а затем и главного тренера пригласили Валерия Журавко, наставника очаковской «Артании», успешно выступавшей на рубеже 90—х годов ещё в чемпионате СССР среди КФК (под названием «Маяк»), затем в чемпионатах Украины. Тренер забрал с собой в областной центр шестерых футболистов. В новом сезоне усиленная команда сначала отставала от лидеров, но во втором круге сумела настичь их. Решающей в борьбе за путёвку в «вышку» была домашняя встреча с командой «Полиграфтехника» (Александрия). Оба коллектива претендовали на выход в высшую лигу. За четыре тура до финиша соперники встретились на Центральном городском стадионе. При счёте 0:0 на 65-й минуте вратарь николаевской команды Собещаков парировал одиннадцатиметровый штрафной удар, пробитый Пугачем, а за семь минут до финального свистка арбитра Сорокин забил победный мяч, который принёс «Эвису» второе место и путёвку в высшую лигу. Итоги выступлений: 25 побед, 6 ничьих, 7 поражений, разница мячей 76-32. Болельщики также охотно посещали матчи на николаевском стадионе.

#### 1994—1996: Туда и обратно
В элитном дивизионе дела пошли плохо, сменились тренеры и клубное руководство. В октябре 1994 года Владимир Заплатинский расстался с футбольным бизнесом, а «Эвис» превратился в муниципальную команду СК «Николаев», которую содержали налогоплательщики полумиллионного города. На должность главного тренера пригласили Евгения Кучеревского. Титаническими усилиями место в высшей лиге удалось сохранить. Но уже через год, по итогам сезона 1995/96: 16-е место и понижение в классе.

#### 1997/98: Триумф
Наиболее успешным в постсоветские времена для николаевской команды можно по праву считать сезон 1997/98, когда СК «Николаев» с большим отрывом от второго места выиграл первую лигу и снова вернулся в высшую. В мае 1998 года на игру с «Динамо-2» пришли 29 тысяч николаевских болельщиков. В том матче «Динамо», ведомое Леоненко, Хацкевичем и Белькевичем, было повержено 1:0. Тогда залогом успехов команды была огромная забота о ней городского головы Александра Бердникова и успешная работа тренера Анатолия Заяева.

#### 1998/99: Чёрная полоса
В том же триумфальном 1998 году у команды началась «чёрная полоса». Александр Бердников, влюблённый в футбол человек и талантливый стихийный менеджер, проиграл выборы городского головы Анатолию Олейнику. Анатолий Заяев был вынужден покинуть клуб, так как отношения с новым руководством города, которое выступало одним из учредителей клуба, у него не сложились. Вслед за тренером, команда потеряла большинство ключевых игроков, которые перешли на контракты в более именитые клубы. Так в частности четверо лидеров — Лавренцов, Бугай, Пономаренко и Забранский — были приглашены в криворожский «Кривбасс».
Сезон в высшей лиге команда начала уже с новым тренером, известным футбольным специалистом Анатолием Коньковым. Начались серьёзные проблемы с финансированием клуба из городского бюджета. Весь первый круг СК «Николаев» топтался в конце турнирной таблицы, и по итогам первого круга оказался на предпоследнем месте. Из команды опять начался исход — ушёл Коньков, многие игроки. Финансовая несостоятельность СК «Николаев» стала предметом обсуждения заседания ПФЛ в декабре 1998 года: помимо невыплаты зарплаты своим игрокам, клуб не смог полностью оплатить своё участие во втором круге, погасить долг за аренду четырёх игроков «Шахтёра» в первом круге и выплатить этим игрокам зарплату. Тогда же прозвучало предложение исключить СК «Николаев» не только из высшей лиги, но и из профессионального футбола вообще. Команде установили сроки для погашения долгов. Межсезонье команда, которую возглавил новый главный тренер Иван Краснецкий, провела в Николаеве — средств на выездные сборы не было. Руководство клуба металось в поисках денег. Во второй раз сменился главный тренер — команду впервые принял Михаил Калита. Вследствие этой чехарды, вполне закономерно, команда остаток сезона вела борьбу за выживание. Итого в 1999 году, в борьбе с 15-ю командами, «Николаев» сумел заработать лишь 12 очков и снова покинул дивизион сильнейших.

#### 2000: «Сигма»
В феврале 2000 года городской голова Анатолий Олейник неожиданно умирает. Новым градоначальником становится Владимир Чайка. В мае 2000 года СК «Николаев» разделяется на МБК «Николаев» и ФК «Николаев» с целью финансового оздоровления. Новый городской голова передаёт обязанность финансировать ФК «Николаев» фирме «Сигма-спорт», которая за это получает от города в аренду городской рынок «Колос» и торговые ряды на главном городском стадионе как источник финансирования команды. В феврале 2001 года в центре Николаева, на проспекте Ленина в собственной машине был взорван президент «Сигма-спорт», вице-президент ФК «Николаев» бывший чемпион Украины по боксу Юрий Бойко. В организации убийства был обвинён тогдашний президент ФК «Николаев» Сергей Мищенко. Так президентом клуба на следующие 10 лет становится Сергей Дергунов.
Сезон 2000/01 гг. николаевский футбольный клуб завершил в шаге от первой лиги. На финише турнира отставание от команды, завоевавшей путёвку составило всего 4 очка. В этом же сезоне «корабелы» совершили громкий (по местным меркам) трансфер. В зимнее межсезонье в братиславский «Интер» перебрался лучший бомбардир николаевцев Дерипапа. Игроком основного состава в словацком клубе Алексею стать не удалось, и в летнее межсезонье нападающий вернулся в Николаев обратно.

#### 2003/04: Симптомы
Тем временем эра тренера Калиты в клубе подошла к концу. После неудачного старта в сезоне 2003/04: три из четырёх матчей проиграны, одна ничья и последнее место обозначили МФК «Николаев» одним из аутсайдеров. Калита ушёл в отпуск, оставив за «главного» своего помощника Валерия Мазура. Ему выпала честь через неделю принимать киевское «Динамо» в рамках 1/16 Кубка Украины. Результат матча — закономерные 0:6. Вскоре спасать команду был приглашён новый главный тренер Роман Покора. На «зимние каникулы» футболисты уходили уже 15-ми, а во втором круге тренер с помощью группы приезжих игроков с опытом высшей лиги сумел подняться на комфортное 12-е место. Остаться в первой лиге удалось, но 12-е место для команды ни разу до этого не опускавшейся ниже 10-го можно расценивать как тревожный симптом. В межсезонье Роман Покора со своими игроками покинул команду, а подготовку к новому чемпионату доверили его помощнику Григорию Ищенко.

#### 2004/05: Падение
В сезоне 2004/05 «Николаев» впервые опускается в низший дивизион. С первых туров клуб обосновался на 17-м месте, и в итоге так и финишировал. В первом круге команда записала в актив всего 8 очков и заслуженно занимала предпоследнее место, опережая лишь снявшееся с турнира «Полесье». Отставание от спасительного 15-го места составляло уже 10 очков. В зимний антракт в составе команды произошли перетасовки. Среди новичков объявились как довольно известные футболисты — Паршин, Штаер, Полищук, так и подающие надежды, к примеру, Гончаренко. Но боеспособный и единый коллектив создать не удалось. После нового года ситуация не улучшилась и за два тура до финиша чемпионата команда потеряла даже теоретические шансы остаться в первой лиге. Тренер подал в отставку. Вину за провал команды президент клуба возложил на тренера Григория Ищенко. Новым наставником команды был назначен Леонид Гайдаржи. Перед ним была поставлена только одна задача — создание команды, которая за сезон вернётся в первую лигу.

#### 2005/06: Взлёт
На фоне прошлого, сезон 2005/06 был просто контрастным. 11 побед в 14 матчах и Николаев к зимней паузе всего на 2 очка отстаёт от идущей первой «Александрии». Стабильное финансовое положение клуба позволило зимой основательно подготовиться ко второму кругу. Во время двух сборов в Крыму было проведено 13 контрольных матчей, в основном с клубами первой лиги, из которых семь выиграно и пять завершились вничью. Весной МФК «Николаев» неожиданно стартовал с двух поражений. В третьем матче победой над непосредственным конкурентом «Александрией» «Николаев» ещё на шаг приблизился к первой лиге, а через два тура, благодаря осечке конкурента, возглавил турнирную таблицу. Верхнюю строчку команда уверенно удержала до конца турнира, и за тур до финиша триумфально завоевала путёвку в первую лигу. Пребывание во второй лиге оказалось недолгим.

#### 2006/07: Сигнал от «Сигмы»
В первой лиге команду ждал «холодный душ». В стартовом матче столичная «Оболонь» разгромила новичка 7:1. А уже через неделю Николаевский городской голова Владимир Чайка на пресс-конференции заявил, что "Есть очень большая опасность, что фирма «Сигма-Спорт» прекратит финансирование МФК «Николаев». Помочь клубу пообещали депутаты горсовета, однако средств от города для участия в чемпионате Украины среди команд первой лиги в первом круге сезона 2006/07 клуб не получил. В связи с этим президент клуба Дергунов угрожал после зимнего отпуска не собирать команду. Команда после отпуска таки собралась. Денежный вопрос временно «замялся». Футболисты же продолжили борьбу внизу турнирной таблицы. Когда за несколько матчей до конца турнира «Николаев» очутился на 16 месте в опасной близости к зоне вылета, главный тренер Леонид Гайдаржи, вернувший клуб в первую лигу, был отправлен в отставку. Турнир команда завершала под руководством Вячеслава Мазарати. 5 побед и «ничья» в оставшихся 7 играх и в своём дебютном сезоне 2006/07 в первой лиге николаевский клуб с 46 набранными очками занял 13 место.

#### 2007/08: Расформирование и спасение
Финансовое положение клуба в муниципальной собственности никогда не было особенно завидным. Компания «Сигма-Спорт», которая совместно с городским советом опекалась футбольным клубом, успешно реализовывала спортивные проекты бокса и кикбоксинга в городе, но совершенно бездарно развивала экономику клуба в течение долгих десяти лет. Очередной сигнал о несостоятельности главного спонсора прозвучал осенью 2007 года, когда председатель правления Вадим Мериков ЗАО «Сигма-Спорт» письмом обратился к городскому голове с просьбой решить вопросы о подключении к финансированию МФК «Николаев» нового генерального спонсора и других предприятий. Эти проблемы не помешали николаевцам завершить чемпионат 2007/08 гг. на комфортном 10 месте. В период летнего межсезонья 2008 года финансовое состояние клуба, по мнению его учредителей, стало настолько плохим, что не могло обеспечить участие клуба в чемпионате Украины среди команд первой лиги. В связи с этим 26 июня 2008 года МФК «Николаев» расторг контракты со всеми футболистами, а в ПФЛ поступило письмо президента МФК «Николаев» Сергея Дергунова о невозможности николаевского футбольного клуба участвовать в соревнованиях сезона 2008/09 годов из-за финансовых проблем. Поэтому, согласно Уставу ПФЛ Украины, 1 июля на совместном заседании Центрального Совета и Советов первой и второй лиг было рассмотрено вышеуказанное обращение. На основе решения совместного заседания Советов лиг МФК «Николаев» был исключён из состава ПФЛ и снят с соревнований сезона 2008/09 годов.
Спасением клуба в срочном порядке занялся городской голова Владимир Чайка. Он предлагал руководителям нескольких крупных николаевских предприятий взять на себя финансирование команды, но получил отказ. Предлагал депутатам Николаевского городского совета отыскать 5 млн грн. на бюджет команды, но также не нашёл поддержки. Рассматривал вариант создания в срочном порядке новой николаевская команды, которая могла бы заявиться во вторую лигу. Но сдавать команду городской голова был не намерен. От его имени президенту ПФЛ Равилю Саффиулину и главе Федерации футбола Украины Григорию Суркису были направлены два практически идентичных письма. Суть была такова: письмо руководства МФК «Николаев» в ПФЛ не было согласовано с городским головой и депутатами горсовета, поэтому Владимир Чайка просит поспособствовать возвращению МФК «Николаев» в профессиональный футбол, а вопрос финансирования команды будет решён в самые краткие сроки.
17 июля 2008 года состоялось заседание бюро ПФЛ, на котором было рассмотрено письмо Владимира Чайки о возвращении МФК «Николаев» профессионального статуса. Бюро ПФЛ удовлетворило эту просьбу и допустило клуб к соревнованиям во второй лиге.
Николаевцы в группе «А» заняли место «Динамо-3» (Киев), руководство которого в этот же день подало заявление в ПФЛ о снятии с чемпионата Украины во второй лиге своей команды. Главному тренеру МФК «Николаев» Вячеславу Мазарати предложили за неделю до старта в чемпионате второй лиги создать боеспособный коллектив с нуля. Только четверо футболистов осталось из предыдущего сезона. Это вратари Лаврецов и Рысан, а также Васин и Шеремет. Вернулись в команду Велиев, Ярюхин и Булах, ранее уже защищавшие её цвета. Пополнение также составили Радиола, Недяк, Андреев, Иртыщев и Ярмаш, выступавшие в развалившейся в то же межсезонье южноукраинской «Энергии», Кирик из «Олкома» и дублёры из «Николаев-2».
Таким образом, МФК «Николаев», завершивший сезон 2007/08 в первой лиге на 10-м месте из 20-и коллективов, в сезоне 2008/09 вынужден был стартовать во второй лиге, поставив целью — вернуться в первую.

#### 2009/10: «Телец»
В январе 2009 года у клуба появился новый учредитель компания «Телец-ВАК» (генеральный директор Анатолий Валеев) которая согласилась финансировать 80 % расходов клуба. Остальные 20 % все так же достались горсовету и ЗАО «Сигма-Спорт». Новым президентом клуба был назначен Николай Марченко, один из руководителей предприятия «Телец-ВАК». Бывший и. о. президента МФК «Николаев» Валерий Сандул, назначенный после отставки Сергея Дергунова, занял пост вице-президента. Новым главным тренером команды был назначен ранее уже тренировавший её Михаил Калита. Сезон 2008/09 был завершён на 11-м месте с отставанием от лидера на 28 очков. Вернуться в первую лигу с первой попытки не удалось.
Новый сезон 2009/10 подарил новую надежду. МФК «Николаев» держался в группе лидеров и за 6 туров до окончания сезона занимал третье место с отставанием от лидера на одно очко. Следующим испытанием стал матч против одного из главных конкурентов — винницкой «Нивы». К 68 минуте «Николаев» на собственном стадионе «горел» 0:3. На третьей добавленной минуте, вышедший на замену Юрий Скороход, спас николаевцев от разгрома — 1:3. В предыдущих 14-и матчах николаевская команда пропустила всего 6 мячей, а тут сразу 3. Команда опустилась на 4-е место, но главное — до лидера — «Буковины» теперь появилась пропасть в 4 очка. Реакцию руководства клуба не пришлось долго ждать. Уже через 2 дня после матча, 20 апреля 2010 года, тренерский состав команды во главе с Михаилом Калитой был отправлен в отставку. Вновь главным тренером был назначен Вячеслав Мазарати, тренировавший в последнее время молодёжную команду. Концовка чемпионата была смазана поражением дома от той же «Буковины» и последним матчем с одним из кандидатов на второе место — «Бастионом». Победа в этой игре гарантировала бы «Николаеву» второе итоговое место и надежду на дополнительный матч за место в первой лиге какой-нибудь из команд, что не переживут межсезонье (ходили слухи о финансовой несостоятельности ряда клубов, в частности черниговской «Десны»). До 93-й минуты «Николаев» вёл в гостях 2:1, но тут на 4-й добавленной минуте судья Геннадий Литвинов из Луганска поставил в ворота гостей пенальти. К «точке» подошёл Нечипорук и метко пробил под перекладину. 2:2. И николаевская команда стала четвёртой, пропустив вперёд и «Ниву», и «Бастион».

#### 2010/11: Возвращение
В новом сезоне николаевцы стартовали с 4-х очков в трёх матчах и Вячеслав Мазарати подал в отставку. Новым главным тренером клуба был назначен Руслан Забранский. Николаевцы воспрянули духом и к 10-у туру после шести побед подряд вышли на второе место. После 20 тура Николаев вышел в единоличные лидеры и у команды появился шанс вернуться в первую лигу. До конца турнира «корабелы» держались в группе лидеров. За три тура до финиша предстоял важнейший матч в Ахтырке против ПФК «Сумы» с которыми Николаев делил первую строчку турнира. На четвёртой добавленной минуте матча гол Гайдаша принёс победу МФК «Николаев» 1:0, а также чистое первое место с опережением второго основного конкурента новокаховской «Энергии» на одно очко. В предпоследнем туре гостевой победой 2:0 над белоцерковской «Росью» «корабелы» оформили первое место в группе «А» и возвращение в Первую лигу с третьей попытки.

#### 2011/12: Не вылететь
В первом сезоне после возвращения перед командой стояла задача просто «не вылететь». После пяти стартовых поражений Забранский расстался с семью игроками. На их место пришли Станислав Гудзикевич, Александр Лищук и Дмитрий Бровкин. Именно последний в шестом туре положил начало разгрому ФК «Львов» 3:0. Первые очки были добыты. Чемпионат оказался очень трудным. «Корабелы» с самого начала заняли место в нижней части турнирной таблицы, а к последнему туру и вовсе оказались 16-ми. Это место отправляло МФК «Николаев» в Хмельницкий проводить дополнительный матч за место в первой лиге против «Авангарда» из Краматорска — победителя плей-офф второй лиги. Матч получился сложным как и весь сезон. Дважды по ходу поединка николаевцы были вынуждены отыгрываться, но в последние 20 минут соперник «подсел» и МФК «Николаев» переломил ход поединка, отыгрался, а затем забил ещё два гола. В концовке встречи краматорцы сократили счёт, но большего добиться не смогли — 4:3. Задача на сезон была выполнена. Бровкин стал лучшим бомбардиром сезона в составе «николаевцев» и вместе с Гудзикевичем и Лисицыным поделил звание лучших игроков чемпионата.

#### 2012/13: Новый кризис
Новый сезон МФК «Николаев» начал с долгами перед ПФЛ. Аттестационный комитет принял решение не выдавать аттестат МФК «Николаев» с правом апелляции. Клуб имел право подать апелляцию в случае, если он исправил те недочёты, из-за которых не прошёл аттестацию. Клуб договорился с футболистами, реструктуризировал долги. МФК «Николаев» выплатил первый транш и начал выплачивать второй, практически рассчитавшись с ПФЛ. Благодаря этому он получил аттестат. В чемпионате николаевцы стартовали неудачно, уступив харьковскому «Гелиосу» со счётом 0:2. Две следующие игры свели вничью с фаворитами турнира: «Крымтеплицей» и «Севастополем». В матче с «Севастополем» за «корабелов» дебютировал Матвей Бобаль — лучший бомбардир первой лиги 2006/07 и 2007/08. В 4 туре «Николаев» одержал победу над «Александрией» со счётом 1:0. К осени результаты команды выровнялись, чего нельзя было сказать о финансовом состоянии. Директор ООО «Телец-ВАК» президент клуба Анатолий Валеев более не мог финансировать клуб в одиночку. За непогашенные долги перед ПФЛ с команды были сняты 3 очка. Задержка по зарплате перед игроками составляла 2,5 месяца. Выезды на гостевые матчи стал оплачивать то тренер, то руководство города. После переговоров господина Валеева с руководством города и области, Валеев отошёл от управления клубом. Поиском новых спонсоров в этот раз занялся глава облсовета Игорь Дятлов. На пресконференции 19 октября 2012 г. временно новым президентом МФК «Николаев» был объявлен её главный тренер Руслан Забранский.
С января 2013 года с командой работал уже новый президент. Общественности он был представлен лишь перед самым возобновлением игр в чемпионате. Президентом стал местный бизнесмен Гурген Оронюк. Он пообещал обеспечить бюджет команды на уровне 10 млн гривен в год и погасить все долги прошлого руководства. Назначение нового президента было омрачено смертью многолетнего городского головы и «друга» МФК «Николаев» Владимира Чайки. Финансовое положение постепенно выровнялось, улучшились спортивные результаты и болельщики потянулись на стадион. В предпоследнем матче на «Центральном городском» против «Динамо-2» был установлен рекорд сезона по посещаемости среди всех матчей первой лиги — 12 000 человек. Украшением же всего турнира стал заключительный матч, в котором на домашнем стадионе был побеждён белоцерковский «Арсенал» со счётом 8:0. Этот результат стал рекордным для николаевцев в чемпионатах Украины как по забитым мячам, так и по разнице забитых и пропущенных. Благодаря успешным выступлениям в весенней части сезона (по итогам которой «Николаев» занял в турнирной таблице второе место), сезон 2012/13 «корабелы» завершили шестыми, что стало лучшим результатом за последние 10 лет. По окончании сезона Забранский покинул пост главного тренера команды, сославшись на усталость от тяжёлого, исполненного нервами и тревогами, сезона.

#### 2013/14: Федорчук, Пономаренко, Мазарати
Новым главным тренером «корабелов» стал Олег Федорчук. Сезон уже традиционно для «корабелов» начался поражением, но затем две выездные победы и домашняя ничья с «Нефтяником» вывели МФК «Николаев» на третье место в турнирной таблице. Столь высоко, даже по ходу чемпионата, команда не подымалась до этого более 10 лет. Однако уже 12 октября, после безвыигрышной серии из семи матчей, «корабелы» опустились в «зону вылета». Лидеры команды прошлого сезона Чорний (в отчётном сезоне довёл показатель сыгранных матчей за клуб до ста) и Голенков (лучший игрок сезона 2012/13 по версии местной газеты «Николаевские новости»), после отказа продлевать действующие контракты с командой, решением тренера были исключены из состава. Эти факты привели к открытому недовольству тренером болельщиками команды, а также к появлению грубых, нецензурных оскорблений, которым стали регулярно подвергаются команда и её отдельные представители. 3 ноября 2013 года после разгромного поражения 1:4 от тернопольской «Нивы», Федорчук подал в отставку. Исполняющим обязанности главного тренера до окончания первой части сезона был назначен тренер команды Владимир Пономаренко.
Пономаренко в первом же матче вернул в основной состав Чорния и Голенкова, и добыл победу над «Нефтяником», нанеся команде из Ахтырки первое домашнее поражение в сезоне. В последнем официальном матче в 2013 году в Николаеве со счётом 3:0 была разгромлена команда «Динамо-2».
Зимой 2014 года команда практически не тренировалась. В феврале стало известно, что Гурген Оронюк де-факто ушёл в отставку. В интервью одному из интернет ресурсов, он заявил что «… я могу заявление написать уже сегодня. Но при этом вся документация и печать клуба остаются у меня до того момента, пока не будет избран новый президент, и мне не скажут, кому передать документы». Лишь 10 марта 2014 года футболисты начали полноценную подготовку к весенней части чемпионата Украины. К тому времени из осеннего состава в команде остались лишь Виктор Берко и Валерий Восконян. Новым главным тренером был назначен Вячеслав Мазарати, последние два года руководивший николаевской «Энергией», которая была расформирована во время того же зимнего перерыва. Состав МФК «Николаев» на вторую часть чемпионата формировался аврально, в основном из футболистов, ранее выступавших во второй лиге в той же «Энергии». В оставшихся матчах чемпионата николаевцы держались в районе 13 места, но когда было озвучено решение ПФЛ о том, что из первой лиги никто не выбывает, проиграли заключительные четыре матча с общим счётом — 0:10, и опустились на последнее место. Будучи в итоге 16-й, команда по результатам отдельно осенней и отдельно весенней части занимала 14-е место. Одним из немногих светлых пятен в этом сезоне стал эпизод в последнем домашнем матче с алчевской «Сталью». На 79-й минуте игры вратарь николаевцев Шилов за фол последний надежды получил красную карточку. Арбитр назначил пенальти. Так как лимит замен у МФК «Николаев» был исчерпан, в ворота встал защитник Чернопиский, и сумел парировать мяч после удара Акименко — лучшего бомбардира первой лиги сезона 2013/14. Впервые в истории николаевской команды полевой игрок сумел отбить пенальти.
В розыгрыше Второй Лиги Украины сезона 22/23 «Николаев» не участвовал, Николаевскую область представил футбольный клуб «Васт».

## Символика клуба

### Клубные цвета
| Синий | Белый | Красный |

Основными цветами клуба являются синий и белый. Реже в символике используется красный.

### Эмблема клуба
В советские годы команда выступала под эмблемой ДСО (Динамо, Авангард, Судостроитель), которые она представляла на тот момент. В более поздние годы, когда «Судостроитель» преобразовался в отдельный футбольный клуб, его эмблема представляла собой переработанную версию старой эмблемы ДСО. Центральным изображением этой эмблемы был корабль, символизирующий главную опору команды — Судостроительный завод. Также на эмблеме изображалось зубчатое колесо (шестерня) — символ развитого машиностроения и мяч — символ футбола.
В чемпионатах Украины команда дебютировала под именем швейной фабрики «Эвис», которая была её главным спонсором. Чтобы получилась эмблема клуба, в эмблему фабрики был добавлен футбольный мяч. В 1994 году клуб перешёл в коммунальную собственность. Произошло объединение футбольной и баскетбольной команд в одну структуру — СК «Николаев». Обе команды выступали под общей эмблемой. На неё вернулся корабль, традиционные голубые цвета, а мяч стал изображаться как «склеенные» половина футбольного и половина баскетбольного. Разделение команд в 2000 году отразилось и на эмблеме. Несколько месяцев на футболках игроков изображался щит с якорем и футбольным мячом. На этой эмблеме впервые появилась цифра 1920 — год, с которого ведёт своё летосчисление команда. Этот логотип не прижился так как «тяжелый» якорь на новой эмблеме клуба вызывал дисбаланс (словно тянул на дно турнирной таблицы). И клубное руководство решило вернуться к прежней эмблеме, немного видоизменив её. «Склеенный» мяч и корабль были заменены на герб города. В этой эмблеме впервые со времен «Эвиса» был использован красный цвет.
Эмблема клуба, действовавшая в 2006—2021 годах, была разработана и утверждена комиссией под руководством Николаевского городского головы Владимира Чайки с участием президента клуба Сергея Дергунова перед стартом 12-го чемпионата Украины. На фоне сине-чёрного щита (символ водной акватории, омывающей местоположение города Николаева) расположена древняя ладья, которая символизирует историческую особенность Николаевской области как корабельного края, а также футбольный мяч (символизирует футбол, как вид спорта) и год основания команды. В обрамлении на золотистом фоне — текст на украинском языке — «Футбольний клуб Миколаїв».
3 апреля 2013 года на официальном сайте руководство клуба объявило конкурс на создание нового талисмана и гимна клуба, а также эмблемы (логотипа), но результаты конкурса так и не были подведены.

### Флаг команды
|  |

### Гимн клуба
Слова: Алексей Кучерявый

### Форма
Основная (1995—2003)
| 1995—1996 г., · Lotto | 1997 г., · Puma | 1998 г., · Adidas | 1999 г., · Adidas | 2000/01, · Diadora | 2001/02—2003/04, · Diadora | 2002/03—2003/04, · Diadora |

Основная от Umbro
| 2003/04—2004/05 | 2003/04—2006/07 | 2005/06—2008/09 | 2007/08 | 2008/09 | 2009/10—2010/11 | 2009/10—2010/11 | 2011/12—2012/13 | 2011/12—2012/13 |

Резервная и осенняя (футболки с длинным рукавом)
| Резервная · 2003/04, Diadora | Резервная · 2005/06, 2008/09 | Резервная · 2005/06—2008/09 | Резервная · 2010/11 | Резервная · 2012/13 | Осенняя · 200?/0?, adidas | Осенняя · 2007/08 | Осенняя · 2007/08—2010/11 | Осенняя · 2012/13, Joma |

### Современная форма
- Производитель: Umbro
  - основная форма: футболки, трусы и гетры — белые
  - резервная форма: футболки, трусы и гетры — синие

### История формы
- Под названием «Эвис» (1992—1994) клуб выступал в красном.
- В середине 90-х «Николаев» выступал в форме из оттенков красного.
- В 2003 году МФК «Николаев» использовал форму производства Diadora. Футболки, трусы и гетры — голубые[112].
- C сезона 2004/05 использовалась форма от Umbro полосатая[113] и синяя с чёрной и белой полосой.
- В сезоне 2005/06 использовалась красно-белая[114], красно-чёрная[115], синяя[116], а также белая с логотипом страховой компании «Кредо-Классик»[117].
- В сезоне 2006/07 футболки, трусы и гетры — синие[118][119], белые[120][121] и красно—чёрные[122].
- Сезон 2007/08 команда начала в белых футболках Umbro в горизонтальную[107][123], а заканчивала в вертикальную[108] синюю полоску. Трусы и гетры были белые. В данном комплекте формы использовался красный цвет. Им наносился номер на спине. В резервной форме футболки были полностью красные[124]. Трусы синие. Зимняя полосатая[125].
- В сезоне 2008/09 «Николаев» будто донашивал форму предыдущих сезонов. В отдельных матчах встречалась красно-белая[126], красно-синяя[127], вертикально полосатая[128] и даже бело-синяя[129].
- В сезоне 2009/10 новая вариация синей формы[130], белой[131] и осенней с длинным рукавом[132].
- 2010/11 — синяя[133], сине-белая[134], зимняя[135]. Второй круг белая[136].
- 2011/12 — современная белая[137], современная синяя[67].
- В сезоне 2012/13 Umbro поставляла команде форму трёх видов:
  - футболки синие и гетры синие, трусы — белые[138]
  - футболки, трусы и гетры — синие[139]
  - футболки, трусы и гетры — белые[140].
- В октябре 2012 года николаевская команда представила осенне-зимний вариант формы от испанской марки Joma. Форма представляла собой синие в белую вертикальную полосу футболки с длинным рукавом, синие трусы и гетры. Синий цвет этой формы был светлее привычного синего от Umbro. Дебют этой формы состоялся 20 октября 2012 года в домашнем матче против «Нефтяника» из Ахтырки[111] .
- С апреля 2013 года «Николаев» выступал в привычной белой[110], а с мая — синей[141] форме Umbro.

| Период     | Производители формы |
| до 1996    | Нет данных          |
| 1996       | Lotto               |
| 1997       | Puma                |
| 1998—1999  | Adidas              |
| 2000—2003  | Diadora             |
| 2004—н. в. | Umbro               |
| 2012—2013  | → Joma              |

| Период     | Титульный спонсор                                                  |
| до 1996    | Нет данных                                                         |
| 1996       | UMC                                                                |
| 1997—1999  | Без спонсора                                                       |
| 1999—2000  | Trade Line Архивная копия от 25 июня 2013 на Wayback Machine       |
| 2000—2005  | Без спонсора                                                       |
| 2005—2008  | Кредо-Классик                                                      |
| 2008—2015. | Без спонсора                                                       |
| 2015—н. в. | Завод «Экватор» Архивная копия от 3 января 2022 на Wayback Machine |

## Бюджет
- В 2013 году (прогноз) — 10 млн грн.[144]
- В 2014 году — 4 млн грн.[145]
- В 2015 году — 3,81 млн грн. (в том числе 3,81 за счёт средств "Завода «Экватор»)[146]
- В 2016 году — 7,4 млн грн. (в том числе 6,6 за счёт средств "Завода «Экватор» и 0,8 за счёт средств городского бюджета)[146]
- В 2017 году — 14,21 млн грн. (в том числе 8,91 за счёт средств "Завода «Экватор» и 5,3 за счёт средств городского бюджета)[146]
- В 2018 году — 19,32 млн грн. (в том числе 16,39 за счёт средств "Завода «Экватор» и 2,93 за счёт средств городского бюджета)[146]
- В 2019 году — 17,53 млн грн. (в том числе 10,48 за счёт средств "Завода «Экватор» и 7,05 за счёт средств городского бюджета)[146]
- В 2020 году — 23,52 млн грн. (в том числе 16,02 за счёт средств "Завода «Экватор» и 7,5 за счёт средств городского бюджета)[146]
- В 2021 году (прогноз) — 27,14 млн грн. (в том числе 18,89 за счёт средств "Завода «Экватор» и 8,25 за счёт средств городского бюджета)[146]

### Генеральные спонсоры
| Период    | Генеральный спонсор                                            |
| --------- | -------------------------------------------------------------- |
| 1920—1937 | Черноморский судостроительный завод                            |
| 1938      | Николаевский комитет госбезопасности                           |
| 1939—1948 | Черноморский судостроительный завод                            |
| 1949      | Судостроительный завод имени 61 коммунара                      |
| 1950      | Николаевский комитет госбезопасности                           |
| 1953—1991 | Черноморский судостроительный завод                            |
| 1992—1994 | Швейная фабрика «Эвис»                                         |
| 1995—2000 | Николаевский городской исполнительный комитет                  |
| 2000—2008 | Сигма-Спорт, Николаевский городской исполнительный комитет     |
| 2009—2012 | Телец-ВАК, Николаевский городской исполнительный комитет       |
| 2013—2015 | Николаевский городской исполнительный комитет                  |
| с 2015    | Завод «Экватор», Николаевский городской исполнительный комитет |

## Структура клуба

### СДЮШОР Николаев
В структуру клуба входит Спортивная детско-юношеская школа олимпийского резерва.

#### История
В 1957 году была создана группа подготовки при команде мастеров «Авангард». В 1983 году она была преобразована в ДЮСШ «Судостроитель» по футболу. 2 января 2003 года на её базе была основана СДЮШОР «Николаев» по футболу. В школе происходит обучение детей от 5 до 18 лет. Тренерским процессом управляют 13 тренеров-преподавателей. Занятия проходят на трёх городских стадионах: «Центральный», «Пионер» и «Юность». Лучшие игроки после школы усиливают состав МФК «Николаев» и МФК «Николаев-2».

#### Выступления в ДЮФЛ
С 1959 года без перерыва команды школы выступают во всеукраинских соревнованиях.
С 2001 года представители СДЮШОР «Николаев» играют в Детско-юношеской футбольной лиге. В 2009 году команда вернулась в высшую лигу. В сезоне 2009/10 команда принадлежащая клубу второй лиги смогла закрепиться среди представителей спортивных школ клубов Премьер-лиги и занять в своей группе в командном зачёте, по четырём возрастам восьмое место.
Результаты выступлений в ДЮФЛУ
| Сезон          | Лига                                 | Команда     | Место             | И  | В  | Н | П  | МЗ | МП | О   |         |
| -------------- | ------------------------------------ | ----------- | ----------------- | -- | -- | - | -- | -- | -- | --- | ------- |
|                |                                      |             |                   |    |    |   |    |    |    |     |         |
| ДЮФЛ 2001/2002 | І (Высшая лига), Группа 5 из 5       | Общий зачёт | 7 из 10           |    |    |   |    |    |    | 86  |         |
| ДЮФЛ 2001/2002 | І (Высшая лига), Группа 5 из 5       | U-14        | 9 из 10           | 18 | 3  | 3 | 12 | 9  | 32 | 12  |         |
| ДЮФЛ 2001/2002 | І (Высшая лига), Группа 5 из 5       | U-15        | 8 из 10           | 18 | 6  | 1 | 11 | 19 | 33 | 19  |         |
| ДЮФЛ 2001/2002 | І (Высшая лига), Группа 5 из 5       | U-16        | 2 из 10           | 18 | 11 | 2 | 5  | 25 | 17 | 35  |         |
| ДЮФЛ 2001/2002 | І (Высшая лига), Группа 5 из 5       | U-17        | 7 из 10           | 18 | 5  | 5 | 8  | 16 | 26 | 20  |         |
| ДЮФЛ 2001/2002 | Стыковые игры                        | U-16        | 2 из 2            | 2  | 0  | 0 | 2  | 0  | 0  | 0   |         |
|                |                                      |             |                   |    |    |   |    |    |    |     |         |
| ДЮФЛ 2002/2003 | І (Высшая лига), Группа 5 из 5       | Общий зачёт | 6 из 10           |    |    |   |    |    |    | 84  |         |
| ДЮФЛ 2002/2003 | І (Высшая лига), Группа 5 из 5       | U-14        | 5 из 10           | 18 | 7  | 3 | 8  | 12 | 24 | 24  |         |
| ДЮФЛ 2002/2003 | І (Высшая лига), Группа 5 из 5       | U-15        | 9 из 10           | 18 | 3  | 4 | 11 | 15 | 42 | 13  |         |
| ДЮФЛ 2002/2003 | І (Высшая лига), Группа 5 из 5       | U-16        | 8 из 10           | 18 | 4  | 3 | 11 | 15 | 39 | 15  |         |
| ДЮФЛ 2002/2003 | І (Высшая лига), Группа 5 из 5       | U-17        | 3 из 10           | 18 | 9  | 5 | 4  | 27 | 10 | 32  |         |
|                |                                      |             |                   |    |    |   |    |    |    |     |         |
| ДЮФЛ 2003/2004 | І (Высшая лига), Группа 5 из 5       | Общий зачёт | 9 из 10           |    |    |   |    |    |    | 70  |         |
| ДЮФЛ 2003/2004 | І (Высшая лига), Группа 5 из 5       | U-14        | 7 из 10           | 18 | 6  | 3 | 9  | 19 | 33 | 21  |         |
| ДЮФЛ 2003/2004 | І (Высшая лига), Группа 5 из 5       | U-15        | 3 из 10           | 18 | 7  | 9 | 2  | 19 | 14 | 30  |         |
| ДЮФЛ 2003/2004 | І (Высшая лига), Группа 5 из 5       | U-16        | 10 из 10          | 18 | 3  | 0 | 15 | 9  | 35 | 9   |         |
| ДЮФЛ 2003/2004 | І (Высшая лига), Группа 5 из 5       | U-17        | 9 из 10           | 18 | 3  | 1 | 14 | 12 | 41 | 10  |         |
|                |                                      |             |                   |    |    |   |    |    |    |     |         |
| ДЮФЛ 2004/2005 | І (Высшая лига), Группа 3 из 4       | Общий зачёт | 11 из 12          |    |    |   |    |    |    | 72  |         |
| ДЮФЛ 2004/2005 | І (Высшая лига), Группа 3 из 4       | U-14        | 10 из 12          | 22 | 4  | 6 | 12 | 18 | 37 | 18  |         |
| ДЮФЛ 2004/2005 | І (Высшая лига), Группа 3 из 4       | U-15        | 6 из 12           | 22 | 9  | 6 | 7  | 22 | 18 | 33  |         |
| ДЮФЛ 2004/2005 | І (Высшая лига), Группа 3 из 4       | U-16        | 11 из 12          | 22 | 4  | 0 | 18 | 14 | 31 | 12  |         |
| ДЮФЛ 2004/2005 | І (Высшая лига), Группа 3 из 4       | U-17        | 12 из 12          | 22 | 2  | 3 | 17 | 12 | 42 | 9   |         |
|                |                                      |             |                   |    |    |   |    |    |    |     |         |
| ДЮФЛ 2005/2006 | І (Высшая лига), Группа 3 из 4       | Общий зачёт | 8 из 12           |    |    |   |    |    |    | 89  |         |
| ДЮФЛ 2005/2006 | І (Высшая лига), Группа 3 из 4       | U-14        | 10 из 12          | 22 | 4  | 3 | 15 | 22 | 65 | 15  |         |
| ДЮФЛ 2005/2006 | І (Высшая лига), Группа 3 из 4       | U-15        | 8 из 12           | 22 | 7  | 3 | 12 | 23 | 34 | 24  |         |
| ДЮФЛ 2005/2006 | І (Высшая лига), Группа 3 из 4       | U-16        | 9 из 12           | 22 | 8  | 3 | 11 | 25 | 29 | 27  |         |
| ДЮФЛ 2005/2006 | І (Высшая лига), Группа 3 из 4       | U-17        | 10 из 12          | 22 | 7  | 2 | 13 | 23 | 33 | 23  |         |
|                |                                      |             |                   |    |    |   |    |    |    |     |         |
| ДЮФЛ 2006/2007 | І (Высшая лига), Группа 3 из 4       | Общий зачёт | 3 из 12           |    |    |   |    |    |    | 162 |         |
| ДЮФЛ 2006/2007 | І (Высшая лига), Группа 3 из 4       | U-14        | 4 из 12           | 22 | 14 | 1 | 7  | 51 | 27 | 43  |         |
| ДЮФЛ 2006/2007 | І (Высшая лига), Группа 3 из 4       | U-15        | 1 из 12           | 22 | 15 | 5 | 2  | 38 | 11 | 50  |         |
| ДЮФЛ 2006/2007 | І (Высшая лига), Группа 3 из 4       | U-16        | 3 из 12           | 22 | 12 | 4 | 6  | 36 | 38 | 40  |         |
| ДЮФЛ 2006/2007 | І (Высшая лига), Группа 3 из 4       | U-17        | 9 из 12           | 22 | 7  | 8 | 7  | 23 | 30 | 29  |         |
| ДЮФЛ 2006/2007 | Финал. Группа А                      | U-15        | 4 из 4            | 3  | 0  | 0 | 3  | 0  | 7  | 0   |         |
| ДЮФЛ 2006/2007 | Матч за 7-8 место                    | U-15        | 7 из 8            | 1  | 1  | 0 | 0  | 3  | 1  | 3   |         |
|                |                                      |             |                   |    |    |   |    |    |    |     |         |
| ДЮФЛ 2007/2008 | І (Высшая лига), Группа 3 из 4       | Общий зачёт | 7 из 10           |    |    |   |    |    |    | 82  |         |
| ДЮФЛ 2007/2008 | І (Высшая лига), Группа 3 из 4       | U-14        | 6 из 10           | 18 | 7  | 5 | 6  | 14 | 16 | 26  |         |
| ДЮФЛ 2007/2008 | І (Высшая лига), Группа 3 из 4       | U-15        | 10 из 10          | 18 | 1  | 1 | 16 | 10 | 66 | 4   |         |
| ДЮФЛ 2007/2008 | І (Высшая лига), Группа 3 из 4       | U-16        | 3 из 10           | 18 | 11 | 4 | 3  | 26 | 11 | 37  |         |
| ДЮФЛ 2007/2008 | І (Высшая лига), Группа 3 из 4       | U-17        | 9 из 10           | 18 | 4  | 3 | 11 | 16 | 25 | 15  |         |
|                |                                      |             |                   |    |    |   |    |    |    |     |         |
| 2008           | Стыковые игры за место в высшей лиге | Общий зачёт | 2 из 2            |    |    |   |    |    |    | 5   |         |
| 2008           | Стыковые игры за место в высшей лиге | U-14        | 1 из 2            | 2  | 1  | 1 | 0  | 2  | 1  | 4   |         |
| 2008           | Стыковые игры за место в высшей лиге | U-15        | 2 из 2            | 2  | 0  | 1 | 1  | 1  | 2  | 1   |         |
| 2008           | Стыковые игры за место в высшей лиге | U-16        | 2 из 2            | 2  | 0  | 0 | 2  | 0  | 3  | 0   |         |
| 2008           | Стыковые игры за место в высшей лиге | U-17        | 2 из 2            | 2  | 0  | 0 | 2  | 0  | 4  | 0   |         |
|                |                                      |             |                   |    |    |   |    |    |    |     |         |
| ДЮФЛ 2008/2009 | ІІ (Первая лига), Группа 6 из 8      | Общий зачёт | 1 из 10           |    |    |   |    |    |    | 86  |         |
| ДЮФЛ 2008/2009 | ІІ (Первая лига), Группа 6 из 8      | U-15        | 1 из 10           | 18 | 15 | 0 | 3  | 77 | 16 | 45  |         |
| ДЮФЛ 2008/2009 | ІІ (Первая лига), Группа 6 из 8      | U-17        | 1 из 10           | 18 | 13 | 2 | 3  | 67 | 25 | 41  |         |
| ДЮФЛ 2008/2009 | Стыковые игры                        | U-17        | 2 из 2            | 2  | 0  | 0 | 2  | 0  | 7  | 0   |         |
| ДЮФЛ 2008/2009 | Стыковые игры                        | U-15        | 2 из 2            | 2  | 2  | 0 | 0  | 7  | 1  | 6   |         |
| ДЮФЛ 2008/2009 | 1/2 финала                           | U-15        | 2 из 2            | 1  | 0  | 0 | 1  | 0  | 1  | 0   |         |
| ДЮФЛ 2008/2009 | Матч за 3 место                      | U-15        | 4 из 4 (п.п. 3:4) | 1  | 0  | 1 | 0  | 0  | 0  | 0   |         |
|                |                                      |             |                   |    |    |   |    |    |    |     |         |
| ДЮФЛ 2009/2010 | І (Высшая лига), Группа 3 из 4       | Общий зачёт | 8 из 10           |    |    |   |    |    |    | 67  |         |
| ДЮФЛ 2009/2010 | І (Высшая лига), Группа 3 из 4       | U-14        | 9 из 10           | 18 | 3  | 3 | 12 | 13 | 42 | 12  |         |
| ДЮФЛ 2009/2010 | І (Высшая лига), Группа 3 из 4       | U-15        | 6 из 10           | 18 | 7  | 2 | 9  | 25 | 34 | 23  |         |
| ДЮФЛ 2009/2010 | І (Высшая лига), Группа 3 из 4       | U-16        | 8 из 10           | 18 | 4  | 3 | 11 | 27 | 43 | 15  |         |
| ДЮФЛ 2009/2010 | І (Высшая лига), Группа 3 из 4       | U-17        | 8 из 10           | 18 | 4  | 5 | 9  | 17 | 38 | 17  |         |
|                |                                      |             |                   |    |    |   |    |    |    |     |         |
| ДЮФЛ 2010/2011 | І (Высшая лига), Группа 3 из 4       | Общий зачёт | 10 из 10          |    |    |   |    |    |    | 57  |         |
| ДЮФЛ 2010/2011 | І (Высшая лига), Группа 3 из 4       | U-14        | 10 из 10          | 18 | 2  | 3 | 13 | 9  | 48 | 9   |         |
| ДЮФЛ 2010/2011 | І (Высшая лига), Группа 3 из 4       | U-15        | 9 из 10           | 18 | 4  | 1 | 13 | 9  | 40 | 13  |         |
| ДЮФЛ 2010/2011 | І (Высшая лига), Группа 3 из 4       | U-16        | 4 из 10           | 18 | 9  | 2 | 7  | 24 | 21 | 29  |         |
| ДЮФЛ 2010/2011 | І (Высшая лига), Группа 3 из 4       | U-17        | 10 из 10          | 18 | 1  | 3 | 14 | 14 | 43 | 6   |         |
|                |                                      |             |                   |    |    |   |    |    |    |     |         |
| ДЮФЛ 2011/2012 | ІІ (Первая лига), Группа 6 из 8      | Общий зачёт | 1 из 10           |    |    |   |    |    |    | 93  |         |
| ДЮФЛ 2011/2012 | ІІ (Первая лига), Группа 6 из 8      | U-15        | 2 из 10           | 18 | 16 | 1 | 1  | 58 | 7  | 49  |         |
| ДЮФЛ 2011/2012 | ІІ (Первая лига), Группа 6 из 8      | U-17        | 2 из 10           | 18 | 14 | 2 | 2  | 72 | 9  | 44  |         |
|                |                                      |             |                   |    |    |   |    |    |    |     |         |
| ДЮФЛ 2012/2013 | І (Высшая лига), Группа 3 из 4       | Общий зачёт | 10 из 10          |    |    |   |    |    |    | 45  |         |
| ДЮФЛ 2012/2013 | І (Высшая лига), Группа 3 из 4       | U-14        | 9 из 10           | 18 | 4  | 1 | 13 | 13 | 58 | 10  |         |
| ДЮФЛ 2012/2013 | І (Высшая лига), Группа 3 из 4       | U-15        | 10 из 10          | 18 | 1  | 3 | 14 | 11 | 72 | 6   |         |
| ДЮФЛ 2012/2013 | І (Высшая лига), Группа 3 из 4       | U-16        | 8 из 10           | 18 | 4  | 5 | 9  | 12 | 24 | 14  |         |
| ДЮФЛ 2012/2013 | І (Высшая лига), Группа 3 из 4       | U-17        | 8 из 10           | 18 | 4  | 3 | 11 | 15 | 36 | 15  |         |
|                |                                      |             |                   |    |    |   |    |    |    |     |         |
| ДЮФЛ 2017/2018 | І (Высшая лига), Группа 3 из 4       | Общий зачёт | из                |    |    |   |    |    |    |     |         |
| ДЮФЛ 2017/2018 | І (Высшая лига), Группа 3 из 4       | U-14        | 8 из 10           | 18 | 3  | 4 | 11 | 12 | 28 | 13  | [ 152 ] |
| ДЮФЛ 2017/2018 | І (Высшая лига), Группа 3 из 4       | U-15        | 8 из 10           | 18 | 4  | 6 | 8  | 20 | 26 | 18  | [ 152 ] |
| ДЮФЛ 2017/2018 | І (Высшая лига), Группа 3 из 4       | U-16        | 10 из 10          | 18 | 1  | 2 | 15 | 7  | 67 | 5   | [ 152 ] |
| ДЮФЛ 2017/2018 | І (Высшая лига), Группа 3 из 4       | U-17        | 10 из 10          | 18 | 3  | 4 | 11 | 19 | 37 | 13  | [ 152 ] |
|                |                                      |             |                   |    |    |   |    |    |    |     |         |
| ДЮФЛ 2018/2019 | ІІ (Первая лига), Группа 6 из 9      | Общий зачёт | 1 из 10           |    |    |   |    |    |    | 84  |         |
| ДЮФЛ 2018/2019 | ІІ (Первая лига), Группа 6 из 9      | U-15        | 2 из 10           | 18 | 12 | 5 | 1  | 37 | 10 | 41  | [ 153 ] |
| ДЮФЛ 2018/2019 | ІІ (Первая лига), Группа 6 из 9      | U-17        | 1 из 10           | 18 | 13 | 4 | 1  | 36 | 11 | 43  | [ 153 ] |
| ДЮФЛ 2018/2019 | Стыковые игры                        | U-17        | 1 из 2            | 2  | 1  | 0 | 1  | 3  | 2  | 3   | [ 154 ] |
| ДЮФЛ 2018/2019 | 1/2 финала                           | U-17        | 2 из 2 (п.п. 3:4) | 1  | 0  | 1 | 0  | 1  | 1  | 0   | [ 155 ] |
| ДЮФЛ 2018/2019 | Матч за 3 место                      | U-17        | 3 из 4 (п.п. 4:3) | 1  | 0  | 1 | 0  | 0  | 0  | 0   | [ 155 ] |

#### Достижения
- 2006/07 — победитель группы первенства Украины среди юношей 1992 г. р. U-15[156]
- 2008/09 — участник финальных матчей первенства Украины среди юношей 1994 г. р. U-15 в первой лиге[157]

### МФК «Николаев-2»
Основная статья: Николаев-2
В структуру клуба входит молодёжная команда МФК «Николаев-2». Она выступает в чемпионате Николаевской области. Четыре раза команда становилась второй в области, один раз завоёвывала бронзовые медали.
Под названием «Эвис-2» принимала участие в Кубке Украины 1993/94, где выбыла в 1/64 финала. В сезоне 1996/97 под названием СК «Николаев-2» команда выступала в любительской лиге, где заняла последнее место в группе из трёх команд, проиграв все матчи, и снялся с соревнований после первой половины турнира.
В период финансовых проблем клуба в 2012 году была расформирована. В 2013 году была возрождена.

## Тренировочная база
На протяжении сорока лет николаевскую футбольную команду готовили к поединкам на базе по адресу улица Спортивная, 23. В 2006 году ЧАО «Сигма-спорт», финансировавшая футбольную команду, приватизировала её. В 2007—2008 годах «Сигма-спорт», отказалась содержать команду и оставила за собой приватизированное имущество. Судьба спортивной базы несколько раз рассматривалась судьями Хозяйственного суда. В соответствии с постановлением Одесского апелляционного хозяйственного суда базу футбольного клуба оставили у частной фирмы.
На данный момент клуб собственной базы не имеет. Во время президентства Гургена Оронюка строились планы об организации базы на первом этаже одного из общежитий на ул. Бузника.

## Стадион
Стадион «Центральный городской» — Вместимость 16 700 зрителей

Размеры поля: 104 х 68 метров

Освещение: 1200 лк

Прежние названия:
- 1965—1991: «Судостроитель»
- 1992—1994: «Эвис»
- с 1994: «Центральный городской стадион»

Стадион был открыт 26 сентября 1965 года под названием «Судостроитель» и вмещал 25 755. Первым матчем-открытием стала игра между «Судостроителем» и московским ЦСКА, специально приглашённым на торжество. Счёт матча — 0:0. С 2002 по 2012 год проходила реконструкция арены, в рамках которой были установлены пластиковые сидения и заменено искусственное освещение.
В период с 1920 по 1965 года команда проводила матчи на стадионе, который находится в Николаеве на пересечении ул. Чигрина и Садовой. Этот стадион был открыт в 1913 году. Сейчас стадион носит название «Пионер» и используется в тренировочном процессе воспитанников ДЮСШ-3 города Николаева.

## Болельщики

### Посещаемость домашних матчей
Посещаемость домашних матчей МФК «Николаев» в последнем сезоне 2012/13 составляла около 4200 зрителей на матче. Этот показатель является средним и за всё время выступлений команды в чемпионатах Украины. Посещаемость матчей напрямую зависит от лиги в которой выступают николаевцы, а также результатов выступлений в этой лиге. В высшей лиге «корабелы» провели 4 сезона и худшим результатом являются 6700 зрителей в провальном сезоне 1998/99. В дебютном турнире 1992 года игры николаевской команды завлекали на стадион по 8000—9000 человек, что характерно и для остальных сезонов в элитном дивизионе.
В первой лиге на игры команды ходят смотреть 4000—6000 зрителей. Особняком стоят лишь успешный сезон 1997/98, когда «Центральный городской стадион» собирал рекордные 27 000 человек при средней посещаемости 12 500 человек, и самый неудачный 2004/05, когда команда покинула первую лигу, а на стадион исправно ходили всего 737 зрителей.
Вторую лигу посещают 1000—3000 зрителей. Худший сезон — дебютный (2005/06) — 800 зрителей, но со временем, когда болельщики привыкли видеть свою команду в низшем дивизионе, на стадионе стали собираться по 3000 человек. Несмотря на столь скромные цифры, этот результат позволял МФК «Николаев» быть одной из самых посещаемых команд второй лиги, и занимать по итогам сезона 2—4 место по посещаемости.
Во время пребывания команды в низших дивизионах украинского футбола, значительное количество зрителей на её стадионе собирается чаще на матчах кубка Украины против лидеров Премьер-лиги. В 2003, 2007 и 2013 годах матчи 1/16 финала против «Динамо» и «Шахтёра» собирали 22 000, 20 000 и 19 500 зрителей соответственно.
По данным о самых посещаемых матчах в сезоне можно сделать вывод, что охотнее всего николаевские болельщики посещают матчи с участием киевских динамовцев. Два раза первая динамовская команда и 7 раз вторая собирали в Николаеве рекордные стадионы. Также с удовольствием зрители посещают игры против соседей из одесского «Черноморца» — 3, «Мариуполя» и ПФК «Александрии» — по 2.
Сезон 2011/12 стал первым после возврата в первую лигу после трёхлетнего перерыва. После 11 туров МФК «Николаев» занимал первое место по посещаемости матчей. В среднем на домашних матчах команды присутствовали 5778 зрителей. К концу сезона эйфория от возврата в первую лигу прошла, и посещаемость снизилась до стандартной по первой лиге для николаевской команды — 4600 зрителей. Ярким пятном сезона стали 7100 зрителей на матче с «Динамо-2», что составило рекорд по посещаемости игр в сезоне 2011/12 в первой лиге.
В завершившемся сезоне 2012/13 осенние поединки зрители посещали не очень активно. Средняя посещаемость матчей МФК «Николаев» в первой половине сезона составила 2061 человек (6-й показатель в лиге), причём на выезде — 2427 (3-й показатель), а в Николаеве на играх команды Забранского было в среднем 1613 человек (10-й показатель). Но уже летом на стадион ходили по 6000 зрителей, а матч между МФК «Николаев» и ФК «Динамо-2» вновь поставил рекорд по посещаемости игр сезона в первой лиге — 12 000. В октябре 2013 года на кубковый поединок против «Шахтёра» собрались 19 500 зрителей, при вместимости стадиона 16 700.
| № п.п. | Сезон   | Лига                    | Место на турнире | Кол-во игр | Зрителей всего | Дома    | Выезд   | В среднем на матче | Дома   | Выезд | Максимальная | Соперник                 | Место по посещаемости | *       |
| ------ | ------- | ----------------------- | ---------------- | ---------- | -------------- | ------- | ------- | ------------------ | ------ | ----- | ------------ | ------------------------ | --------------------- | ------- |
| 48     | 1985    | ІІІ (Вторая лига)       | 3 из 28          | 40         | 332 900        | 228 300 | 104 600 | 8323               | 11 415 | 5230  |              |                          | 2                     |         |
| 49     | 1986    | ІІІ (Вторая лига)       | 12 из 28         | 40         | 207 600        | 123 500 | 84 100  | 5190               | 6175   | 4205  |              |                          | 4                     |         |
| 50     | 1987    | ІІІ (Вторая лига)       | 17 из 27         | 52         | 183 900        | 87 700  | 96 200  | 3537               | 3373   | 3700  |              |                          | 17                    |         |
| 51     | 1988    | ІІІ (Вторая лига)       | 10 из 26         | 50         | 273 400        | 159 700 | 113 700 | 5468               | 6388   | 4548  |              |                          | 4                     |         |
| 52     | 1989    | ІІІ (Вторая лига)       | 17 из 27         | 52         | 232 300        | 109 900 | 122 400 | 4467               | 4227   | 4708  |              |                          | 9                     |         |
| 53     | 1990    | IV (Вторая низшая лига) | 2 из 19          | 36         | 145 500        | 93 900  | 51 600  | 4042               | 5217   | 2867  |              |                          | 1                     |         |
| 54     | 1991    |                         |                  |            |                |         |         |                    |        |       |              |                          |                       |         |
| 1      | 1992    | I (Высшая, гр. «А»)     | 9 из 10          | 18         | 122 850        | 81 000  | 41 850  | 6825               | 9000   | 4650  | 15 000       | Черноморец               |                       |         |
| 2      | 1992/93 | II (Первая лига)        | 7 из 22          | 42         | 196 300        | 118 500 | 77 800  | 4674               | 5643   | 3705  | 12 000       | Ворскла                  |                       |         |
| 3      | 1993/94 | II (Первая лига)        | 2 из 20          | 38         | 220 700        | 149 200 | 71 500  | 5808               | 7853   | 3763  | 15 000       | Полиграфтехника СБТС     |                       |         |
| 4      | 1994/95 | I (Высшая лига)         | 13 из 18         | 34         | 243 750        | 161 600 | 82 150  | 7169               | 9506   | 4832  | 18 000       | Динамо К                 |                       |         |
| 5      | 1995/96 | I (Высшая лига)         | 16 из 18         | 34         | 235 300        | 149 400 | 85 900  | 6921               | 8788   | 5053  | 20 800       | Динамо К                 |                       |         |
| 6      | 1996/97 | II (Первая лига)        | 7 из 24          | 46         | 194 950        | 141 200 | 53 750  | 4332               | 6139   | 2443  | 8 500        | Металлург Мр Металлург Д |                       |         |
| 7      | 1997/98 | II (Первая лига)        | 1 из 22          | 42         | 318 800        | 262 300 | 56 500  | 7776               | 12 490 | 2825  | 27 000       | Динамо-2                 |                       |         |
| 8      | 1998/99 | I (Высшая лига)         | 16 из 16         | 30         | 185 900        | 100 400 | 85 500  | 6197               | 6693   | 5700  | 10 000       | Прикарпатье              |                       |         |
| 9      | 1999/00 | II (Первая лига)        | 6 из 18          | 34         | 97 500         | 64 300  | 33 200  | 2955               | 4019   | 1953  | 9 000        | Динамо-2                 |                       |         |
| 10     | 2000/01 | II (Первая лига)        | 4 из 18          | 34         | 114 600        | 77 500  | 37 100  | 3371               | 4559   | 2182  | 8 000        | Черноморец               |                       |         |
| 11     | 2001/02 | II (Первая лига)        | 10 из 18         | 34         | 157 655        | 113 500 | 44 155  | 4637               | 6676   | 2597  | 15 000       | Динамо-2                 |                       |         |
| 12     | 2002/03 | II (Первая лига)        | 5 из 18          | 34         | 104 950        | 72 500  | 32 450  | 3280               | 4265   | 2163  | 7 500        | Закарпатье               |                       |         |
| 13     | 2003/04 | II (Первая лига)        | 12 из 18         | 34         | 153 050        | 94 650  | 58 400  | 4501               | 5568   | 3435  | 15 700       | Динамо-2                 |                       |         |
| 14     | 2004/05 | II (Первая лига)        | 17 из 18         | 34         | 69 934         | 11 054  | 58 880  | 2057               | 737    | 3464  | 1 500        | Динамо-2                 |                       |         |
| 15     | 2005/06 | IIІ (Вторая, гр. «Б»)   | 1 из 15          | 28         | 28 120         | 11 220  | 16 900  | 1004               | 801    | 1207  | 1 200        | Александрия              |                       |         |
| 16     | 2006/07 | II (Первая лига)        | 13 из 19         | 36         | 48 897         | 20 237  | 28 660  | 1358               | 1190   | 1592  | 3 000        | Динамо-2                 |                       |         |
| 17     | 2007/08 | II (Первая лига)        | 10 из 20         | 38         | 78 330         | 40 890  | 37 440  | 2061               | 2152   | 1971  | 4 000        | Ильичёвец                | 11                    | [ 170 ] |
| 18     | 2008/09 | III (Вторая, гр. «А»)   | 11 из 17         | 32         | 38 870         | 22 670  | 16 200  | 1143               | 1417   | 1013  | 3 800        | Динамо Хм                | 4                     | [ 171 ] |
| 19     | 2009/10 | III (Вторая, гр. «А»)   | 4 из 11          | 20         | 51 230         | 34 100  | 17 130  | 2328               | 3410   | 1713  | 5 200        | Нива В                   | 2                     | [ 172 ] |
| 20     | 2010/11 | III (Вторая, гр. «А»)   | 1 из 12          | 22         | 41 400         | 31 050  | 10 350  | 1881               | 2823   | 941   | 6100         | Черноморец-2             | 3                     | [ 173 ] |
| 21     | 2011/12 | II (Первая лига)        | 16 из 18         | 34         | 104 370        | 78 240  | 26 130  | 3069               | 4602   | 1537  | 7100         | Динамо-2                 | 3                     | [ 174 ] |
| 22     | 2012/13 | II (Первая лига)        | 6 из 18          | 34         | 100 396        | 67 620  | 32 776  | 3137               | 4226   | 2049  | 12 000       | Динамо-2                 | 3                     | [ 175 ] |
| 23     | 2013/14 | II (Первая лига)        | 16 из 16         | 30         | 74 490         | 51 600  | 22 890  | 2482               | 3 440  | 1 523 | 8 300        | Гелиос Авангард          | 1                     | [ 176 ] |
| 24     | 2014/15 | II (Первая лига)        | 14 из 16         | 30         | 43 807         | 25 460  | 18 347  | 1 460              | 1 697  | 1 223 | 2 510        | Александрия              | 6                     |         |
| 25     | 2015/16 | II (Первая лига)        | 7 из 16          | 30         | 51 869         | 32 450  | 19 419  | 1 851              | 2 163  | 1 295 | 5 500        | Оболонь-Бровар           | 4                     |         |
| 26     | 2016/17 | II (Первая лига)        | 14 из 18         | 34         | 31 415         | 11 780  | 19 635  | 952                | 693    | 1 155 | 3 000        | Десна                    | 10                    |         |
| 27     | 2017/18 | II (Первая лига)        | 10 из 18         | 34         | 23 666         | 7 450   | 16 216  | 717                | 438    | 954   | 1 000        | Полтава                  | 17                    | [ 177 ] |
| 28     | 2018/19 | II (Первая лига)        | 9 из 15          | 28         | 31 754         | 9 413   | 22 341  | 1 134              | 672    | 1 596 | 1 050        | Балканы                  | 12                    |         |
| 29     | 2019/20 | II (Первая лига)        | 11 из 16         | 30         | 23 641         | 4 908   | 18 733  | 815                | 327    | 1 250 | 1 000        | Черноморец               | 13                    |         |
| 30     | 2020/21 | II (Первая лига)        | 4 из 16          | 30         | 20 263         | 11 850  | 8 413   | 699                | 790    | 560   | 3 100        | Полесье                  | 5                     |         |

Посещаемость домашних матчей МФК «Николаев», среднее количество зрителей на игре чемпионата Украины в течение сезона:

### Фан-движения
Цвета фанатов были выбраны красно-бело-синие. Эти цвета присутствуют на гербе города Николаева. Так как клуб является муниципальным, городские цвета и используют фанаты.

Фан-группировка «Корсары» была образована в феврале 2000 года.

Фан-группировка «ULTRAS Николаев» была образована в апреле 2008. С 2010 года носит название «Фан-клуб Николаев».

Враги: Херсон, Одесса, Винница

Друзья: Черкассы, Севастополь

### Противостояние Николаев — Херсон
Главным соперником МФК «Николаев» для болельщиков команды исторически является херсонский «Кристалл». В советские годы матчи между командами Николаева («Судостроитель», «Авангард») и Херсона («Спартак», «Строитель», «Маяк», «Локомотив», «Кристалл») вызывали повышенный интерес у болельщиков футбола городов-соседей. В этих встречах эмоции частенько, как на поле, так и на трибунах перехлестывали через край, а в отдельных моментах даже требовалось вмешательство милиции.
Некоторые памятные матчи:
- Первая игра состоялась 27 июля 1947 года в Херсоне. Победу праздновали хозяева — 1:0. Мяч на 48-й минуте забил Гончаров.
- В октябре 1947 года соперники в городе Николаеве встретились в матче третьего круга Кубка Украины. Счёт открыли гости с пенальти, затем Колбанов забил ответный мяч. В конце тайма с поля был удалён херсонский футболист Афанасьев, и гости, недовольные действиями арбитра, после перерыва отказались продолжить игру. В итоге николаевской команде была засчитана техническая победа.
- Николаевцы впервые выиграли в домашнем матче сезона 1949 года. Судьбу встречи решил один мяч, забитый на 27-й минуте Березовчуком[180].
- В 1970 году в Херсоне футболисты на поле устроили драку, во время которой Чернышенко сломал челюсть игроку «Судостроителя» Марарице. Херсонец был пожизненно дисквалифицирован без права выступать за любые команды мастеров и коллективов физкультуры, однако со временем был прощён.
- 5 октября 1974 года «Судостроитель», на старте чемпионата сразу же вышедший в лидеры шестой зоны второй лиги, встретился в Херсоне с «Локомотивом». К 30-й минуте хозяева выигрывали — 2:0. С таким же счётом закончилась первая половина матча. После перерыва два точных удара Даннекера свели матч вничью и за четыре тура до окончания чемпионата «Судостроитель» досрочно стал чемпионом Украины.
- Преимущество в личных встречах имеют представители Херсона. Николаецы выиграли 16 матчей, херсонцы — 20. Зафиксировано также 25 ничьих. Из николаевских игроков наиболее часто «Кристаллу» и его предшественникам забивал Деревяга — 5 мячей.

«Судостроитель» в рамках чемпионата только один раз выиграл в Херсоне (1964 год). Херсонцы на выезде выигрывали четыре раза.
Традиция особого отношения к херсонской команде и её болельщикам сохранилась и после обретения Украиной независимости. Однако это соперничество является скорее заочным, в этот период встречаться командам практически не доводилось. Николаевская команда долгое время курсировала между высшей и первой лигами, а херсонцы сразу же прочно осели во второй. Однако 2 встречи команды всё таки провели. В сезоне 2005/06 МФК «Николаев» впервые очутился во второй лиге. Там соперники, встретившись вновь спустя 15 лет, обменялись домашними победами 2:1. В том сезоне николаевская команда уверенно победила в группе и вернулась в первую лигу, а «Кристалл» занял 3-е место с конца и после завершения сезона по собственной воле перешёл в любители.

## Персоналии
| апрель 1967 — декабрь 1969: | Юрий Войнов           |
| 1970—1972                   | Евгений Лемешко       |
| 1973—1974                   | Яков Борисов          |
| 1975—1976                   | Анатолий Азаренков    |
| 1977—1977                   | Яков Борисов          |
| 1978—1979                   | Юрий Маврокордато     |
| 1980 — июль 1981:           | Евгений Деревяга      |
| август 1981 — июнь 1982:    | Иван Балан            |
| июнь 1982 — 1983:           | Валентин Веретенников |
| 1984 — 1987:                | Иосиф Аптекарь        |
| 1988 — май 1989:            | Евгений Деревяга      |
| май 1989 — декабрь 1989     | Анатолий Поливода     |
| 1990 — 1991:                | Леонид Малый          |

| апрель 1992 — октябрь 1994   | Владимир Заплатинский    |
| октябрь 1994 — октябрь 1997  | Виктор Вовченко          |
| октябрь 1997 — сентябрь 1998 | Валентин Пальчик         |
| с сентября 1998              | Виктор Вовченко          |
| ?                            | Валерий Южаков           |
| сентябрь 1999 — декабрь 1999 | Станислав Брижков        |
| декабрь 1999                 | Сергей Мищенко           |
| январь 2000 — июль 2008:     | Сергей Дергунов          |
| август 2008 — январь 2009:   | Валерий Сандул (и.о.)    |
| 2009—2011:                   | Николай Марченко         |
| январь 2012 — октябрь 2012:  | Анатолий Валеев          |
| октябрь 2012 — март 2013:    | Руслан Забранский (и.о.) |
| март 2013 — февраль 2014     | Гурген Оронюк            |
| с марта 2014:                | вакантно                 |

## Тренеры
Тренерские достижения
Следующие главные тренеры завоевали с командой хотя бы один трофей
| Имя                 | Гражданство    | Начало работы | Окончание работы | У      | И   | В  | Н  | П  | МЗ  | МП  | % В    | Достижения                                                                                               | Источники       |
| ------------------- | -------------- | ------------- | ---------------- | ------ | --- | -- | -- | -- | --- | --- | ------ | --- | --------------- |
| Борис Войтенко      | СССР           | 1936          | 1936             | КФК    | 3   | 3  | 0  | 0  | 9   | 1   | 100,00 | 1 победа в первенстве Украины по второй группе                                                           | :200-206, 434   |
| Борис Войтенко      | СССР           | январь 1939   | сентябрь 1940    | ІІ     | 46  | 17 | 15 | 14 | 61  | 68  | 36,96  | | :218-235, 434   |
| Фёдор Кондратенко   | СССР           | 1938          | 1938             | КФК    | 11  | 7  | 3  | 1  | 26  | 8   | 63,64  | 1 бронза первенства УССР                                                                                 | :213-217, 434   |
| Фёдор Кондратенко   | СССР           | июль 1948     | декабрь 1948     | ІІ     | 8   | 0  | 3  | 5  | 2   | 12  | 0      | | :252-255, 434   |
| Рамиз Каричев       | СССР           | 1957          | 1959             | ІІ     | 92  | 39 | 26 | 27 | 142 | 116 | 42,39  | 2 бронзы зоны класса «Б»                                                                                 | :283-303, 434   |
| Константин Щегоцкий | СССР           | август 1960   | декабрь 1960     | ІІ     | 16  | 9  | 4  | 3  | 24  | 16  | 56,25  | 1 победа в зоне класса «Б», 1 серебро первенства УССР                                                    | :303-307, 434   |
| Юрий Войнов         | СССР           | апрель 1967   | ноябрь 1969      | ІІ     | 119 | 46 | 45 | 28 | 123 | 91  | 38,66  | 1 победа в подгруппе класса «Б», 1 участие в турнире за место в высшем дивизионе, 1 полуфинал Кубка СССР | :333-348, 434   |
| Юрий Войнов         | СССР           | январь 1978   | июль 1979        | ІІІ    | 67  | 21 | 22 | 24 | 63  | 70  | 31,34  | | :376-383, 434   |
| Евгений Лемешко     | СССР           | 1971          | 1974             | ІІІ    | 181 | 93 | 52 | 23 | 237 | 116 | 51,38  | 1 победа в первенстве УССР, 1 серебро первенства УССР, 1 бронза первенства УССР                          | :351-366, 434   |
| Евгений Кучеревский | СССР · Украина | 1984          | 1985             | ІІІ    | 76  | 41 | 19 | 16 | 125 | 59  | 53,95  | 2 бронзы первенства УССР                                                                                 | :399-407, 434   |
| Евгений Кучеревский | СССР · Украина | октябрь 1994  | март 1997        | І      | 58  | 19 | 13 | 26 | 61  | 84  | 32,76  | | :470            |
| Евгений Кучеревский | СССР · Украина | октябрь 1994  | март 1997        | ІІ     | 26  | 13 | 7  | 6  | 44  | 20  | 50,00  | | :470            |
| Иван Балан          | СССР · Украина | 1986          | 1986             | ІІІ    | 40  | 14 | 13 | 13 | 49  | 39  | 35,00  | | :407-410, 434   |
| Иван Балан          | СССР · Украина | январь 1989   | июнь 1992        | ІІІ    | 130 | 54 | 29 | 47 | 181 | 152 | 41,54  | | :418-433, 434   |
| Иван Балан          | СССР · Украина | январь 1989   | июнь 1992        | ІV     | 36  | 24 | 5  | 7  | 60  | 31  | 66,67  | 1 серебро первенства УССР, 1 выход во вторую лигу                                                        | :418-433, 434   |
| Иван Балан          | СССР · Украина | январь 1989   | июнь 1992        | ІІІ    | 42  | 15 | 8  | 19 | 61  | 55  | 35,71  | | :418-433, 434   |
| Иван Балан          | СССР · Украина | январь 1989   | июнь 1992        | І      | 18  | 3  | 4  | 11 | 12  | 29  | 16,67  | | :470            |
| Леонид Колтун       | Украина        | 1993          | июнь 1994        | ІІ     | 59  | 36 | 10 | 13 | 117 | 55  | 61,02  | 1 серебро первой лиги, 1 выход в высшую лигу                                                             | :470            |
| Анатолий Заяев      | Украина        | май 1997      | июнь 1998        | ІІ     | 48  | 32 | 8  | 8  | 100 | 37  | 66,67  | 1 победа в первой лиге, 1 выход в высшую лигу                                                            | :470            |
| Леонид Гайдаржи     | Украина        | 07.2005       | 05.2007          | ІІІ    | 28  | 22 | 3  | 3  | 56  | 11  | 78,57  | 1 победа во второй лиге, 1 выход в первую лигу                                                           | :470            |
| Леонид Гайдаржи     | Украина        | 07.2005       | 05.2007          | ІІ     | 29  | 7  | 9  | 13 | 23  | 36  | 24,14  | | :470            |
| Руслан Забранский   | Украина        | август 2010   | июнь 2013        | ІІІ    | 18  | 14 | 2  | 3  | 28  | 11  | 77,78  | 1 победа во второй лиге, 1 выход в первую лигу                                                           | [ 184 ] [ 185 ] |
| Руслан Забранский   | Украина        | август 2010   | июнь 2013        | ІІ     | 68  | 25 | 13 | 30 | 78  | 92  | 36,76  | | [ 184 ] [ 185 ] |
| Руслан Забранский   | Украина        | август 2010   | июнь 2013        | ІІ→ІІІ | 1   | 1  | 0  | 0  | 4   | 3   | 100,00 | 1 сохранение места в первой лиге                                                                         | [ 184 ] [ 185 ] |

## Выступления клуба на внутренней арене
Выступления в чемпионатах СССР
Выступления в чемпионатах Украины
 Уровень 1.
 Уровень 2.
 Уровень 3.
 Уровень 4.
 Уровень 5.
 Уровень КФК.

## Международные матчи
| №  | Год  | Дата        | Дома / в гостях | Соперник                                 | Счёт |
| -- | ---- | ----------- | --------------- | ---------------------------------------- | ---- |
| 1  | 1928 | 12 сентября | д               | ТУЛ                                      | 3:1  |
| 2  | 1957 | 15 июля     | д               | Сталь (Сосновец)                         | 0:3  |
| 3  | 1959 | 1 октября   | г               | Баник (Гвидлов)                          | 3:0  |
| 4  | 1959 | 3 октября   | г               | Спартак (Поважска-Бистрица)              | 2:1  |
| 5  | 1959 | 7 октября   | г               | Слован (Нитра)                           | 2:2  |
| 6  | 1960 | 17 июля     | г               | САЕЦ (Сегед)                             | 1:2  |
| 7  | 1960 | 19 июля     | г               | Дожа (Кечкемет)                          | 3:2  |
| 8  | 1960 | 21 июля     | г               | Дожа (Кишкунхалаш)                       | 5:1  |
| 9  | 1960 | 24 июля     | г               | Вашаш (Ясберень)                         | 1:2  |
| 10 | 1961 | 9 июля      | г               | КуПС (Куопио)                            | 4:1  |
| 11 | 1961 | 11 июля     | г               | Сборная города (Кайани)                  | 5:0  |
| 12 | 1961 | 13 июля     | г               | Палло-Киссат (Миккели)                   | 1:1  |
| 13 | 1961 | 16 июля     | г               | Рейпас (Лахти)                           | 4:2  |
| 14 | 1968 | 1 августа   | д               | Локомотив (Варна)                        | 2:0  |
| 15 | 1968 | 6 августа   | г               | Больдшпиллер АаБ (Ольборг)               | 3:1  |
| 16 | 1968 | 8 августа   | г               | Сборная клубов (Хиллерёд)                | 2:2  |
| 17 | 1968 | 12 августа  | г               | Фрея (Раннерс)                           | 1:0  |
| 18 | 1970 | 8 ноября    | г               | Локомотив (Клуж)                         | 1:2  |
| 19 | 1970 | 11 ноября   | г               | Стяуа-Роше (Брашов)                      | 1:0  |
| 20 | 1972 | 14 ноября   | г               | Ком (Берковица)                          | 5:2  |
| 21 | 1972 | 16 ноября   | г               | Дунав (Лом)                              | 0:0  |
| 22 | 1972 | 19 ноября   | г               | Семтеврийская Слава (Михайловград)       | 2:0  |
| 23 | 1978 | 10 ноября   | г               | Металлург (Бухарест)                     | 2:1  |
| 24 | 1978 | 14 ноября   | г               | Трактор (Брашов)                         | 0:0  |
| 25 | 1978 | 18 ноября   | г               | Жиул (Петрошани)                         | 0:3  |
| 26 | 1988 | 11 февраля  | Сочи            | Унион (Берлин)                           | 1:0  |
| 27 | 1988 | 10 августа  | д               | Прогрессул (Брэила)                      | 2:0  |
| 28 | 1988 | 14 декабря  | г               | 2-я сборная                              | 0:0  |
| 29 | 1988 | 17 декабря  | г               | 1-я сборная                              | 1:2  |
| 30 | 1989 | 4 февраля   | д               | Шталь (Хеннигсдорф)                      | 2:1  |
| 31 | 1989 | 14 февраля  | Алушта          | ФК Карл-Маркс-Штадт                      | 1:2  |
| 32 | 1989 | 1 марта     | г               | Прогрессул (Брэила)                      | 1:0  |
| 33 | 1989 | 2 марта     | г               | Прогрессул (Брэила)                      | 0:2  |
| 34 | 1989 | 3 марта     | г               | Олимпия (Рымнику-Сэрат)                  | 3:0  |
| 35 | 1989 | 5 марта     | г               | Дельта (Тулча)                           | 2:1  |
| 36 | 1989 | 8 марта     | г               | Униря (Слобозия)                         | 1:0  |
| 37 | 1989 | 17 апреля   | г               | Шталь (Хеннигсдорф)                      | 3:0  |
| 38 | 1990 | 17 февраля  | д               | Гурник (Ленчна)                          | 1:1  |
| 39 | 1991 | 13 марта    | г               | Гурник (Валбжих)                         | 0:1  |
| 40 | 1991 | 17 марта    | г               | Росток                                   | 6:2  |
| 41 | 1991 | 19 марта    | г               | Заглембе (Любин)                         | 2:3  |
| 42 | 1998 | 30 июня     | д               | Сборная клубов «Интер» и «Индепендьенте» | 2:1  |

## Достижения

### Национальные чемпионаты

#### СССР
Кубок СССР:
- Полуфиналист: 1969 («Карпаты» Львов 0:2).

Первая лига СССР:
- Серебряный призёр: 1960 (класс «Б», зоны УССР).

Чемпионат УССР:
- Победитель: 1974.
- Серебряный призёр (3): 1960, 1971, 1990.
- Бронзовый призёр (3): 1973, 1984, 1985.

#### Украина
Кубок Украины:
- Полуфиналист: 2016/17 («Динамо» Киев 0:4).

Чемпионат Украины:
- 9 место: 1992.

Первая лига Украины:
- Победитель: 1997/98.
- Серебряный призёр: 1993/94.

Вторая лига Украины:
- Победитель (2): 2005/06 (группа «Б»), 2010/11 (группа «А»).

### Любительские соревнования
Первенство УССР среди коллективов физкультуры:
- Бронзовый призёр: 1938.

### Региональные и ранние соревнования
Чемпионат города Николаева:
- Победитель (3): 1924 (весна), 1927, 1928 (осень).
- Бронзовый призёр (3): 1921 (весна), 1924 (осень), 1929 (осень).

## Рекорды

### Командные рекорды
- Первый матч в истории: 1920 — против НСК (Николаев), 0:13
- Первый матч в чемпионате СССР: 6 августа 1937 — против «Металлург» (Сталинград), 0:1
- Первый матч в Кубке СССР: 18 июля 1936 — против «Спартак» (Киев), 3:0
- Первый матч в чемпионате Украины: 6 марта 1992 — против «Темп» (Шепетовка), 1:0[187]
- Первый матч в Кубке Украины: 16 февраля 1992 — против СКА (Одесса), 1:1 (п.п. 4:5)[188]
- Самая крупная победа в чемпионатах СССР: 8:0 — против «Новатор» Жданов, Чемпионат СССР, 7 сентября 1978[189]
- Самая крупная победа в чемпионатах Украины: 8:0 — против «Арсенал» (Белая Церковь), 7 июня 2013[190]
- Самое крупное поражение в чемпионатах СССР: 0:10 — против ОДО (Киев), 10 июня 1947
- Самое крупное поражение в чемпионатах Украины: 0:7 — против «Шахтёр» (Донецк), 11 июля 1998[191]

### Рекорды тренеров
- Тренер, выигравший первый трофей: Фёдор Кондратенко, бронза чемпионата УССР, 1938 год
- Наиболее продолжительная тренерская карьера: 4,5 года (268 официальных матча) — Иван Балан (1986 год, 1989—1992)
- Наибольшее количество трофеев: 3 — Евгений Лемешко

### Рекорды игроков
- Первый футболист, забивший 100 мячей во второй лиге чемпионата СССР: 26 сентября 1979 года — Евгений Деревяга[192]
- Самый быстрый гол команды в чемпионатах Украины: 20 секунда, Алексей Дерипапа — против «Черноморец» (Одесса), 10 сентября 2000 года[193]

| №  | Имя                | Период    | Всего |
| -- | ------------------ | --------- | ----- |
| 1  | Евгений Деревяга   | 1967—1979 | 381   |
| 2  | Юрий Смагин        | 1979—1991 | 365   |
| 3  | Анатолий Ставка    | 1983—1993 | 345   |
| 4  | Валерий Машнин     | 1979—1992 | 336   |
| 5  | Валерий Силецкий   | 1965—1973 | 315   |
| 6  | Анатолий Норов     | 1960—1969 | 283   |
| 7  | Вячеслав Жениленко | 1992—2005 | 282   |
| 8  | Сергей Бугай       | 1989—2006 | 277   |
| 9  | Сергей Грозов      | 1985—1992 | 270   |
| 10 | Олег Сыч           | 1985—1995 | 269   |

| №  | Имя               | Период    | Всего |
| -- | ----------------- | --------- | ----- |
| 1  | Евгений Деревяга  | 1967—1979 | 126   |
| 2  | Юрий Смагин       | 1979—1991 | 106   |
| 3  | Руслан Забранский | 1992—2003 | 75    |
| 4  | Юрий Горячев      | 1988—1993 | 67    |
| 5  | Валерий Машнин    | 1979—1992 | 61    |
| 6  | Валерий Силецкий  | 1965—1973 | 57    |
| 7  | Евгений Сатаев    | 1970—1973 | 49    |
| 8  | Евгений Даннекер  | 1966—1975 | 48    |
| 9  | Виктор Журавлёв   | 1958—1962 | 46    |
| 10 | Сергей Грозов     | 1985—1992 | 43    |

## Известные игроки

### Лучшие игроки сезона
Следующие футболисты становились лучшими игроками сезона по версии газеты «Николаевские новости» Архивная копия от 10 июля 2009 на Wayback Machine
- 2008/09 —  Александр Лавренцов,  Дмитрий Кривой[194]
- 2009/10 —  Юрий Скороход[195]
- 2010/11 —  Игорь Бездольный[196]
- 2011/12 —  Дмитрий Бровкин,  Станислав Гудзикевич,  Евгений Лисицын[70]
- 2012/13 —  Антон Голенков[88]
- 2013/14 —  Михаил Сергийчук[100]
- 2022—2023  Дмитрий Кузнецов[100]

### Легионеры в составе команды
В список включены футболисты, которые выступали за «Николаев» и имеют гражданство отличное от украинского либо советского.
- Игорь Перевезенцев (1992)
- Юрий Петров (1994)
- Ниязи Брунджадзе (1994—1995)
- Антон Шох (1994—1995)
- Темури (Тимур) Маргошия (1998)
- Иван (Мамука) Джугели (1998—1999)
- Фанас Салимов (1995—1996)
- Александр Чертоганов (2001—2004)
- Владимир Лебедь (2002—2003)
- Эдуард Валуца (2003—2004)
- Марчел Решитка (2003—2004)
- Гиорги Джгереная (2013)

### Игроки «Николаева» на крупных международных турнирах
| Турнир                                             | Участники                        | Ссылка  |
| -------------------------------------------------- | -------------------------------- | ------- |
| Чемпионат Европы по футболу 2000 (юноши до 18 лет) | Андрей Березовчук                | [ 198 ] |
| Летняя Универсиада 2003                            | Александр Чертоганов             | [ 199 ] |
| Летняя Универсиада 2007                            | Роман Луценко                    | [ 200 ] |
| Летняя Универсиада 2019                            | Богдан Кушниренко Артём Радченко | [ 201 ] |